# Керрі Андервуд
Ке́ррі Марі́ Андервуд (англ. Carrie Marie Underwood; нар. 10 березня 1983, Чекота, Оклахома, США) — американська кантрі-співачка авторка пісень, філантропка, захисниця прав тварин.
Отримала популярність у 2005 році після перемоги в четвертому сезоні американського реаліті-шоу American Idol. Її дебютний студійний альбом «Some Hearts» вийшов у листопаді 2005. Платівка стала найшвидшим дебютним кантрі-альбомом по продажам за історію Nielsen SoundScan, бестселером сольного жіночого дебютного альбому в історії кантрі музики, бестселером серед кантрі-альбомів за 2000-е десятиріччя, бестселером серед альбомів, що випустили учасники American Idol в США. Сингли «Jesus, Take the Wheel» та «Before He Cheats» досягли успіху на американських чартах та у комерційних продажах. За свій дебютний альбом Андервуд виграла три нагороди Греммі, включаючи номінацію Best New Artist. По всьому світу було продано понад 8 мільйонів копій альбому «Some Hearts» (станом на жовтень 2016).
Другий студійний альбом Андервуд, «Carnival Ride», вийшов у 2007. Платівка мала одні із найбільших продажів за перший тиждень від релізу в історії альбомів жіночих сольних виконавців; за альбом Андервуд виграла дві нагороди Греммі. Сингли «So Small», «All-American Girl», «Last Name», «Just a Dream» та «I Told You So» досягли топ-30 чарту Billboard Hot 100. Продажі альбому по всьому світі становлять 3,5 мільйони копій (станом на жовтень 2016). Її третій студійний альбом «Play On» вийшов у 2009 та отримав позитивні рецензії від музичних критиків і добився комерційного успіху, досягаючи першого місця американського чарту Billboard 200 та другого місця канадського чарту Canadian Albums Chart. Провідний сингли третього альбому, «Cowboy Casanova», досяг 11 місця чарту Billboard Hot 100 та отримав дві платинові сертифікації від американської компанії RIAA та одну платинову від канадської компанії Music Canada.
Четвертий студійний альбом, «Blown Away», вийшов на світовий ринок у 2012; він виграв Греммі та став другим альбомом-бестселером 2012 року серед платівок жіночих виконавців. Всі чотири сингли, — «Good Girl», «Blown Away», «Two Black Cadillacs» і «See You Again», — отримали платинові сертифікації від RIAA. Перша музична збірка Андервуд — «Greatest Hits: Decade Number 1», вийшла у 2014 та виграла Греммі і здобула комерційний успіх. П'ятий студійний альбом співачки, «Storyteller», зробив Андервуд першою співачкою серед кантрі-виконавців, чиї всі альбоми досягли першого або другого місця чарту Billboard 200. Разом із шостим альбомом, «Cry Pretty» (2018), Андервуд стала першою жінкою в історії, яка опинилася на вершині чарту Billboard 200 із чотирма кантрі-альбомами, і мала найбільші продажі за перший тиждень від випуску у 2018 серед жінок-виконавців.
По всьому світу Андервуд продала понад 65 мільйонів копій своїх записів, таким чином стаючи одною із найуспішніших виконавців серед всіх жанрів. Журнал Billboard назвав її Пануючою королевою кантрі-музики; журнал Rolling Stone назвав її «жіночою вокалісткою свого покоління серед усіх жанрів»; у 2014 журнал Time помістив Андервуд у свій списк 100 найбільш впливових людей у світі. Співачка визнана найтоповішим кантрі-виконавцем по цифрових продажам за даними компанії RIAA, а також є співачкою, чиї кантрі альбоми отримали найбільше сертифікацій у 21 столітті. Вона стала єдиною соло кантрі-виконавцем у 2000-му десятиріччі, чий сингл досяг першого місця чарту Billboard Hot 100; єдиною кантрі-виконавцем, яка дебютувала зі своїми записом на перше місце чарту Hot 100; жінкою із найбільшою кількістю пісень, які досягли першого місця в історії чарту Billboard Country Airplay (маючи 15). Відповідно до Forbes, Андервуд є найуспішнішою переможницею American Idol. Журнал Billboard назвав альбом «Some Hearts» топовим кантрі-альбомом 2000-го десятиріччя, а Андервуд — топовою жінкою-виконавцем списку Найкращих кантрі-виконавців 2000-го десятиріччя. Співачку включили до Голлівудської Алеї Слави, Grand Ole Opry, Зали слави Оклахоми та Зали музичної слави Оклахоми. Андервуд отримала безліч номінацій та є володаркою 7 нагород Греммі, 10 Billboard Music Awards, 14 ACM Awards, 12 American Music Awards, 8 CMA Awards та знаходиться в книзі рекордів Гінесса.

## Життєпис

### 1983—2003: Раннє життя
Керрі Марі Андервуд народилась 10 березня 1983 в містечку Мускогі штату Оклахома, США. Дочка Керол (уроджена Шетсвелл) та Стівен Андервуд. Має дві старші сестри, Шенна та Стефані. Виросла на фермі батьків недалеко від міста Чекота. Her father worked in a paper mill while her mother taught elementary school. Батько працював на паперовій фабриці, матір викладала у початковій школі. У віці 5 років Андервуд була діагностована з синдромом порушення активності та уваги; за порадою лікарів вживала Риталін та Декседрин — ліки, які продовжує приймати і у дорослу віці. У дитинстві брала участь у Меморіальному шоу талантів Роббінса та співала у місцевій церкві — Першій добровільній баптистській церкві. Пізніше виконувала пісні на різних заходах міста Чекота, включаючи День старих поселенців та Клуб левів.
Коли їй було 14, місцевий поціновувач її таланту відправив її на прослуховування лейблу Capitol Records у Нашвілл. У 1996 лейбл підготувати контракт по укладу угоди із Андервуд, але він був скасований, коли незабаром було змінене управління Capitol Records. Щодо цього Андервуд пізніше сказала: «Я справді думаю, що те, що нічого з цього не сталося було на краще, тому що тоді я ще не була готова. Все у світі йде своїм шляхом». Навчаючись у вищій школі Чекоти, Андервуд була членом Товариства пошани, вболівальницею шкільної спортивної команди та грала у баскетбол і софтбол. У 2001 Андервуд закінчила вищу школу Чекоти у якості салютаторіанця. Після випуску вона вирішила не продовжувати рухати в напрямку співу. Вона сказала: «Після школи я буквально відкинула мрію співати. Я досягла тієї точки в житті, в якій я мала стати практичною та мала підготувати себе до майбутнього у 'реальному світі'». Андервуд відвідувала університет Нортістерн у місті Тахлека штату Оклахома; закінчила навчання у 2006 із найвищою хвалою (лат. magna cum laude) із дипломом бакалавра у масовій комунікації із акцентом на журналістиці. Під час одного із літ працювала на Представництво Боббі Фрейма штату Оклахома. Також працювала офіціанткою у піцерії, підпрацьовувала у зоопарку та у ветеринарній клініці. Андервуд є випускницею розділу Alpha Iota від студентського об'єднання Sigma Sigma Sigma.
Протягом двох років під час літнього сезону виконувала у шоу Кантрі ділового центру міста при університеті Нортістерн у Тахлеці. Вона брала участь у декількох конкурсах краси в університеті та у 2004 виграла друге місце конкурсу краси університету.

### 2004—2005: American Idol
| Виконання та результати в четвертому сезоні American Idol | Виконання та результати в четвертому сезоні American Idol | Виконання та результати в четвертому сезоні American Idol | Виконання та результати в четвертому сезоні American Idol | Виконання та результати в четвертому сезоні American Idol | Виконання та результати в четвертому сезоні American Idol |
| Епізод                                                    | Тема                                                      | Пісня                                                     | Оригінальний виконавець                                   | Порядок                                                   | Результат                                                 |
| --------------------------------------------------------- | --------------------------------------------------------- | --------------------------------------------------------- | --------------------------------------------------------- | --------------------------------------------------------- | --------------------------------------------------------- |
| Прослуховування                                           | Самостійний вибір                                         | «I Can't Make You Love Me»                                | Бонні Рейтт                                               | N/A                                                       | Проходження                                               |
| Голлівуд                                                  | Самостійний вибір                                         | «Young Hearts Run Free»                                   | Candi Staton                                              | N/A                                                       | Проходження                                               |
| Топ-75                                                    | Самостійний вибір                                         | «Independence Day»                                        | Мартіна Макбрайд                                          | N/A                                                       | Проходження                                               |
| Топ-24 (12 жінок)                                         | Самостійний вибір                                         | «Could've Been»                                           | Тіффані                                                   | 5                                                         | Збережена                                                 |
| Топ-20 (10 жінок)                                         | Самостійний вибір                                         | «Piece of My Heart»                                       | Ірма Франклін                                             | 9                                                         | Збережена                                                 |
| Топ-16 (8 жінок)                                          | Самостійний вибір                                         | «Because You Love Me»                                     | Джо Ді Мессіна                                            | 3                                                         | Збережена                                                 |
| Топ-12                                                    | 1960-ті                                                   | «When Will I Be Loved»                                    | The Everly Brothers                                       | 11                                                        | Збережена                                                 |
| Топ-11                                                    | Перше місце із Billboard Hot 100                          | «Alone»                                                   | i-TEN                                                     | 2                                                         | Збережена                                                 |
| Топ-10                                                    | 1990-ті                                                   | «Independence Day»                                        | Мартіна Макбрайд                                          | 8                                                         | Збережена                                                 |
| Топ-9                                                     | Класичний Бродвей                                         | «Hello, Young Lovers»                                     | Король і я                                                | 3                                                         | Збережена                                                 |
| Топ-8                                                     | Рік, в якому був народжений                               | «Love Is a Battlefield»                                   | Пет Бенатар                                               | 7                                                         | Збережена                                                 |
| Топ-7                                                     | Денс-музика 1970-х                                        | «MacArthur Park»                                          | Річард Гарріс                                             | 2                                                         | Збережена                                                 |
| Топ-6                                                     | 21-е століття                                             | «When God-Fearin' Women Get the Blues»                    | Мартіна Макбрайд                                          | 1                                                         | Збережена                                                 |
| Топ-5                                                     | Leiber & Stoller                                          | «Trouble»                                                 | Елвіс Преслі                                              | 5                                                         | Збережена                                                 |
| Топ-5                                                     | Теперішні учасники чарту Billboard                        | «Bless the Broken Road»                                   | Nitty Gritty Dirt Band                                    | 10                                                        | Збережена                                                 |
| Топ-4                                                     | Кантрі                                                    | «Sin Wagon»                                               | Dixie Chicks                                              | 1                                                         | Збережена                                                 |
| Топ-4                                                     | Гембл і Хафф                                              | «If You Don't Know Me by Now»                             | Harold Melvin & the Blue Notes                            | 5                                                         | Збережена                                                 |
| Топ-3                                                     | Вибір Клайва Девіса                                       | «Crying»                                                  | Рой Орбісон                                               | 3                                                         | Збережена                                                 |
| Топ-3                                                     | Самостійний вибір                                         | «Making Love Out of Nothing at All»                       | Air Supply                                                | 6                                                         | Збережена                                                 |
| Топ-3                                                     | Вибір судді (Ренді Джексон)                               | «Man! I Feel Like a Woman!»                               | Шанайя Твейн                                              | 9                                                         | Збережена                                                 |
| Фінал                                                     | Сингл Ідола                                               | «Inside Your Heaven»                                      | Керрі Андервуд/Бо Байс                                    | 2                                                         | Перемога                                                  |
| Фінал                                                     | Самостійний вибір                                         | «Independence Day»                                        | Мартіна Макбрайд                                          | 4                                                         | Перемога                                                  |
| Фінал                                                     | Вибір продюсера                                           | «Angels Brought Me Here»                                  | Гай Себастіан                                             | 6                                                         | Перемога                                                  |

Влітку 2004 Андервуд взяла участь у прослуховуванні набору учасників для четвертого сезону американського реаліті-шоу American Idol. На прослуховуванні, яке проходило у Сент-Луїс штату Міссурі, вона виконала пісню Бонні Рейтт «I Can't Make You Love Me». Після виступу із піснею Тіффані «Could've Been» в епізоді дівчачого топ-12, суддя Саймон Ковелл прокоментував, що Андервуд буде однією із кандидаток на виграш змагання. 22 березня 2005 після виступу Андервуд із рок-хітом гурту Heart «Alone», Ковелл передбачив, що вона не лише переможе у цьому сезоні, а й стане найуспішнішою по продажам переможницею шоу. Пізніше один із продюсерів шоу сказав, що по підрахункам голосів, Андервуд виграла кожного тижня. Протягом шоу фан-база підтримки учасниці почала називатися 'Піклувальні ведмедики Керрі' (англ. Carrie's Care Bears). У фіналі конкурсу Андервуд виконала пісню гурту Rascal Flatts «Bless the Broken Road». 25 травня 2005 вона стала переможницею четвертого сезону American Idol із піснею «Inside Your Heaven». Її призами стали контракт із лейблом на $1 мільйон, право на використання приватного літака протягом року та відкидний Ford Mustang.

### 2005—2007: «Some Hearts» та початок музичної кар'єри

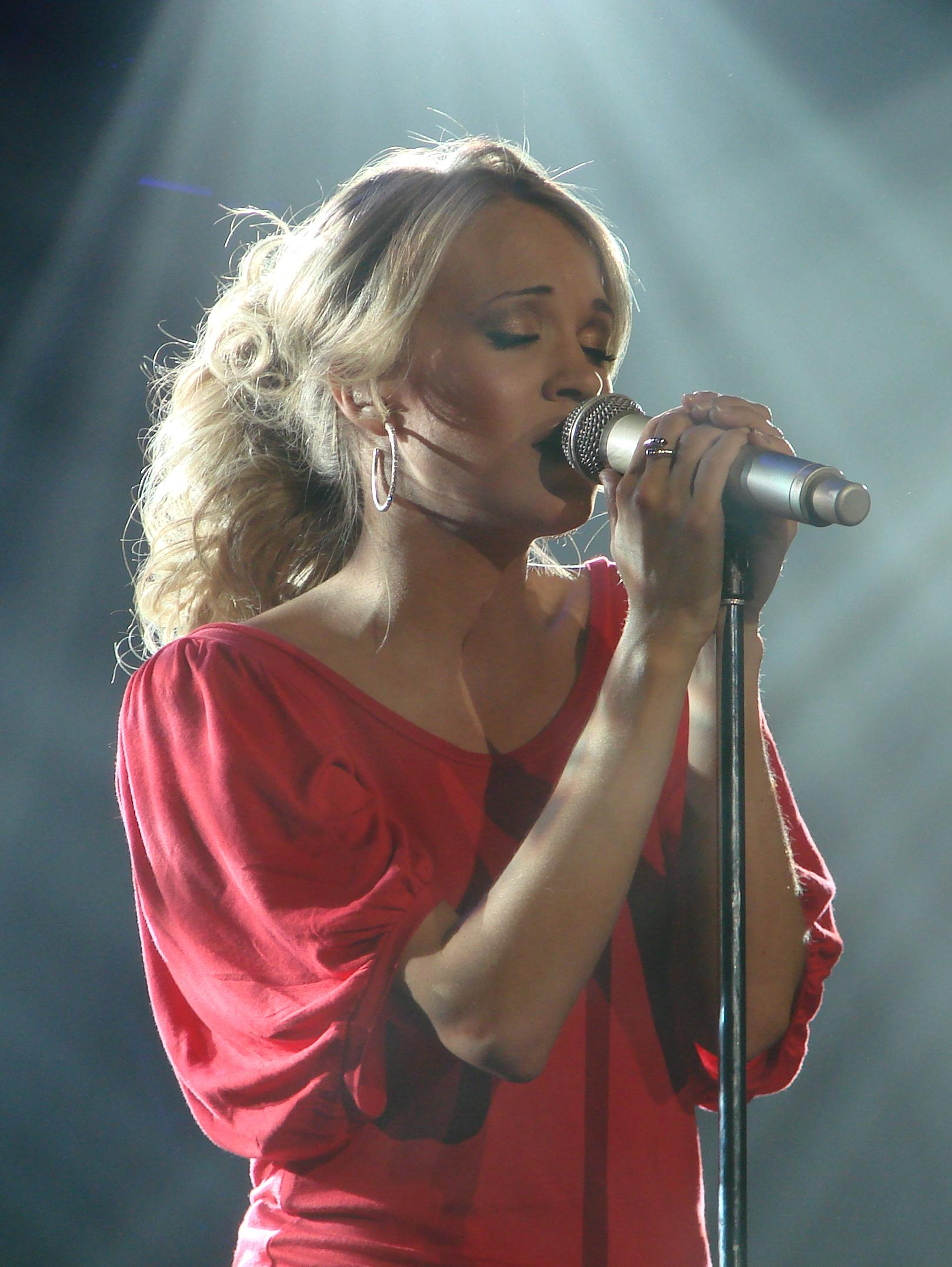
Керрі Андервуд на сцені World Arena, грудень 2006

Музична кар'єра Андервуд почалася із випуском її першого синглу «Inside Your Heaven» 14 червня 2005. Пісня дебютувала на перше місце чарту Billboard Hot 100; таким чином Андервуд стала третім виконавцем в історії чарту із часів зміни правил чартування у 1998, чия дебютна пісня дебютувала на першу позицію. Вона також поставила рекорд в чарті Billboard Hot 100 будучи першим кантрі-виконавцем, який будь-коли дебютував на чарт відразу на першу позицію, а її пісня стала першою композицією кантрі-виконавця, яка досягла першого місця чарту з часів синглу гурту Lonestar «Amazed» у 2000. Також пісня «Inside Your Heaven» стала єдиним кантрі-синглом сольного кантрі-виконавця у 2000-му десятиріччі, яка досягла першого місця чарту Billboard Hot 100. Паралельно, пісня дебютувала на чартах Billboard Pop 100 та Canadian Singles Chart, перебуваючи на вершині протягом семи послідовних тижнів; у 2005 «Inside Your Heaven» стала найдовше чартованою піснею в Канаді. Продажі синглу становлять майже 1 мільйон копій; він отримав золоту сертифікацію від американської компанії RIAA та подвійну платинову від канадської CRIA.
Дебютний студійний альбом Андервуд — «Some Hearts», вийшов у листопаді 2005. Він дебютував на перше місце чарту Billboard Top Country Albums та на друге місце чарту Billboard 200, продаючи за перший тиждень релізу 315,000 копій. Великі продажі від першого тижня зробили альбом найуспішнішим дебютом для будь-якого кантрі-виконавця за історію системи SoundScan (із 1991). У США платівка стала альбомом-бестселером серед усіх музичних жанрів у 2006 році. У 2006 і 2007 роках «Some Hearts» також став альбомом-бестселером кантрі-жанру, що зробило Андервуд першою жінкою, яка досягла рекордів на обох, основному та кантрі, чартах. Додатково, платівка була альбомом-бестселером кантрі-жанру жіночого виконавця у 2005, 2006 і 2007 роках. З того часу альбом «Some Hearts» став найшвидшим дебютним кантрі-альбомом по продажам за історію Nielsen SoundScan, бестселером сольного жіночого дебютного альбому в кантрі-музиці за останні 14 років, бестселером серед кантрі-альбомів за 2000-е десятиріччя, бестселером серед альбомів, що випустили учасники American Idol в США. Платівка отримала 8 платинових сертифікацій від RIAA (станом на жовтень 2016); це найбільша кількість сертифікацій для будь-якого кантрі-співака із 2000.
Другий сингл від альбому, «Jesus, Take the Wheel», вийшов на радіо в жовтні 2005 і пізніше досяг першого місця чарту Billboard Hot Country Songs, перебуваючи на вершині протягом шести послідовних тижнів; сингл також досяг 20 місця чарту Hot 100. Продажі композиції перевищили 2 мільйони копій, а сама пісня отримала дві платинові сертифікації від RIAA. Третій сингл Андервуд, «Some Hearts», також вийшов у жовтні 2005, але ексклюзивно на поп-радіо. Четвертий сингл «Don't Forget to Remember Me» вийшов у березні 2006 і досяг другого місця чарту Hot Country Songs. У серпні 2006 наступний сингл Андервуд, «Before He Cheats», досяг першого місця чарту Hot Country Songs і протримався на вершині 5 послідовних тижнів. Пісня досягла 8 місця чарту Billboard Hot 100, стаючи синглом, котрий найдовше надходив до своєї пікової позиції на чарті з часів гурту Creed у липні 2000. У лютому 2008 сингл «Before He Cheats» отримав свою другу платинову сертифікацію від RIAA, стаючи першою кантрі-піснею із мультисертифікацією. Станом на серпень 2015 сингл має 5 платинових сертифікацій від RIAA, із продажами у понад 4 мільйони копій. Також пісня є четвертою піснею-бестселером кантрі-жанру всіх часів у цифровому форматі. 11 квітня 2007 шостий сингл Андервуд, «Wasted», досяг першого місця чарту Hot Country Songs, продовжуючи успіх співачки. Продажі пісні перевищили 1 мільйон копій; сингл отримав платинову сертифікацію від RIAA. У серпні 2008 було оголошено, що рингтон «Jesus, Take the Wheel» отримав платинову сертифікацію від RIAA, що зробило Андервуд першим кантрі-виконавцем в історії музики, яка мала дві пісні із статусами Platinum Mastertone, після того як раніше у 2007 рингтон «Before He Cheats» також отримав платинову сертифікацію. Із квітня по жовтень 2006 Андервуд проводила турне Carrie Underwood: Live 2006 для підтримки свого дебютного альбому.

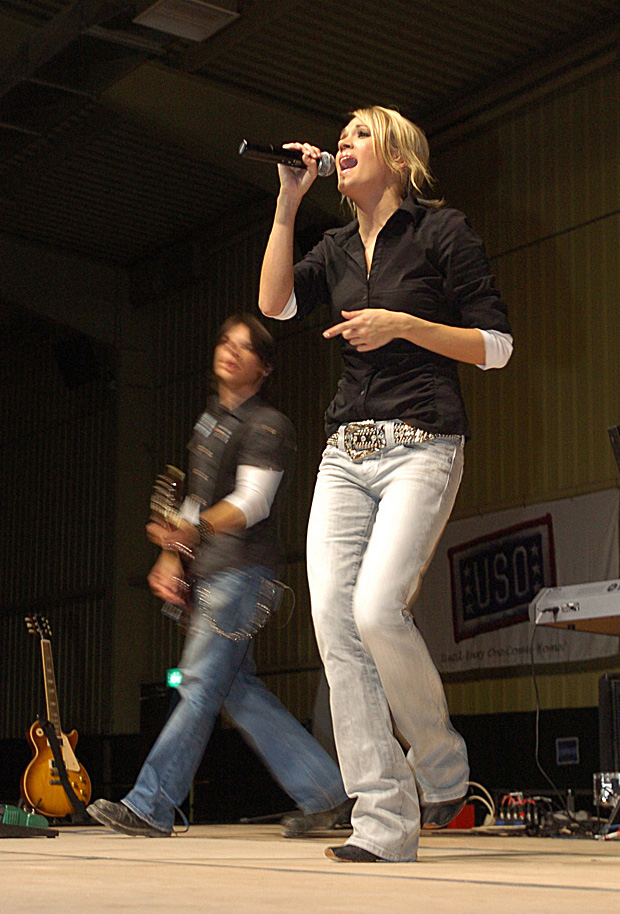
Керрі Андервуд під час різдвяного турне USO в Іраку, грудень 2006

На 2005 Billboard Music Awards пісня «Inside Your Heaven» виграла у категорії Top-Selling Hot 100 Song of the Year та Top-Selling Country Single of the Year, а Андервуд виграла у номінації Country Single Sales Artist of the Year. Рід час церемонії нагородження 2006 Academy of Country Music Awards співачка виграла у категорії Top New Female Vocalist та у номінації Single of the Year за пісню «Jesus, Take the Wheel». На 40-й церемонії нагородження Country Music Association Awards вона виграла у категоріях Horizon Award (наразі New Artist of the Year) та Female Vocalist of the Year. У 2006 на церемонії CMT Awards пісня «Jesus, Take the Wheel» перемогла у номінаціях Breakthrough Video of the Year та Female Video of the Year. Пізніше Андервуд виграла у номінації Breakthrough Artist of the Year на церемонії American Music Awards, а також була номінована на Favorite Female Country Artist. На церемонії 2006 Billboard Music Awards співачка виграла у 5 категоріях: Album of the Year, Top 200 Female Artist of the Year, Female Country Artist, New Country Artist та Country Album of the Year. Того ж року вона виграла нагороду Dove Award на церемонії Gospel Music Association у категорії Country Recorded Song of the Year за свій сингл «Jesus, Take the Wheel». У 2007 на церемонії Academy of Country Music Awards Андервуд виграла у номінаціях Album of the Year, Video of the Year та Female Vocalist of the Year. На церемонії 2006 World Music Awards була номінована у званні World's Best Selling New Artist. 26 квітня 2007 в Нашвіллі штату Теннессі на церемонії нагородження 2007 CMT Awards Андервуд виграла три нагороди за свою пісню «Before He Cheats»: Video of the Year, Female Video of the Year та Video Director of the Year. На церемонії 2007 CMA Awards співачка виграла Female Vocalist of the Year (вдруге) та Single Record of the Year за пісню «Before He Cheats».
У 2007 на 49-й церемонії нагородження Греммі альбом «Some Hearts» отримав чотири номінації, а Андервуд виграла свої перші дві нагороди Греммі: Best New Artist та Best Female Country Vocal Performance за пісню «Jesus, Take the Wheel». Вигравши номінацію Best New Artist, вона стала другим кантрі-виконавцем у історії американської музики, який будь-коли вигравав Греммі у цій категорії (першою була Ліенн Раймс у 1997). На сцені церемонії разом із гуртом Rascal Flatts Андервуд виконала пісню гурту Eagles «Life in the Fast Lane». Вона також виконала пісню гурту Eagles «Desperado» на честь вокаліста гурту Дона Генлі. Вона також ушанувала Боба Віллса і його гурт His Texas Playboys, виконавши композицію «New San Antonio Rose». У 2008 на 50-й церемонії нагородження Греммі вона отримала дві номінації у категоріях Best Female Country Vocal Performance за пісню «Before He Cheats» і Best Country Collaboration with Vocals за дует із Бредом Пейслі «Oh, Love». Андервуд перемогла у категорії Best Female Country Vocal Performance і виконала пісню «Before He Cheats» на сцені церемонії.
У грудні 2005 газета Oklahoma Today назвала Андервуд Оклахомцем року. У грудні 2006 Андервуд приєдналася до Тоні Беннетта, Майкла Бубле та Джоша Ґробана у виконанні пісні «For Once in My Life» на сцені шоу Oprah Winfrey Show. Того ж місяця вона ушанувала Доллі Партон, виконавши разом із Кенні Роджерсом пісню «Islands in the Stream» на сцені Kennedy Center Honors, який того року вшановував Партон. Під час різдвяного сезону у 2006 Андервуд взяла участь у виступах у різдвяному турне, який проводила організація USO в Іраку для підтримки американських військових. На концерті 2007 Idol Gives Back співачка виконала пісню рок-гурту The Pretenders «I'll Stand By You». Її версія пісні дебютувала на 6 місце чарту Billboard Hot 100.
У 2007 журнал Forbes повідомив, що між червнем 2006 та червнем 2007 Андервуд заробила $7 мільйонів. Також у 2007 компанія Victoria's Secret назвала Андервуд Найсексуальнішою жінкою у музиці.

### 2007—2009: «Carnival Ride» та комерційні успіхи

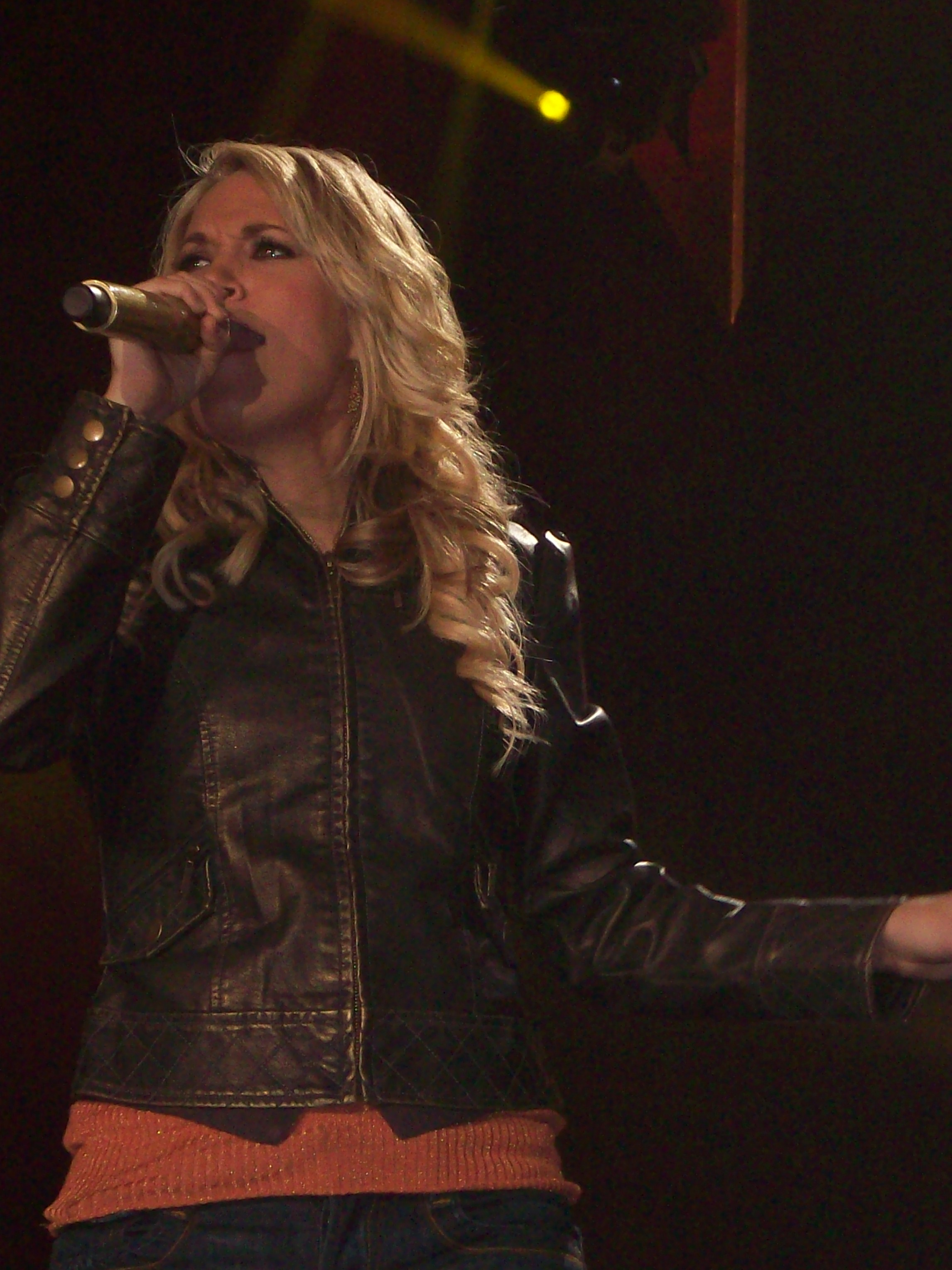
Керрі Андервуд на концерті турне Carnival Ride Tour, 2007

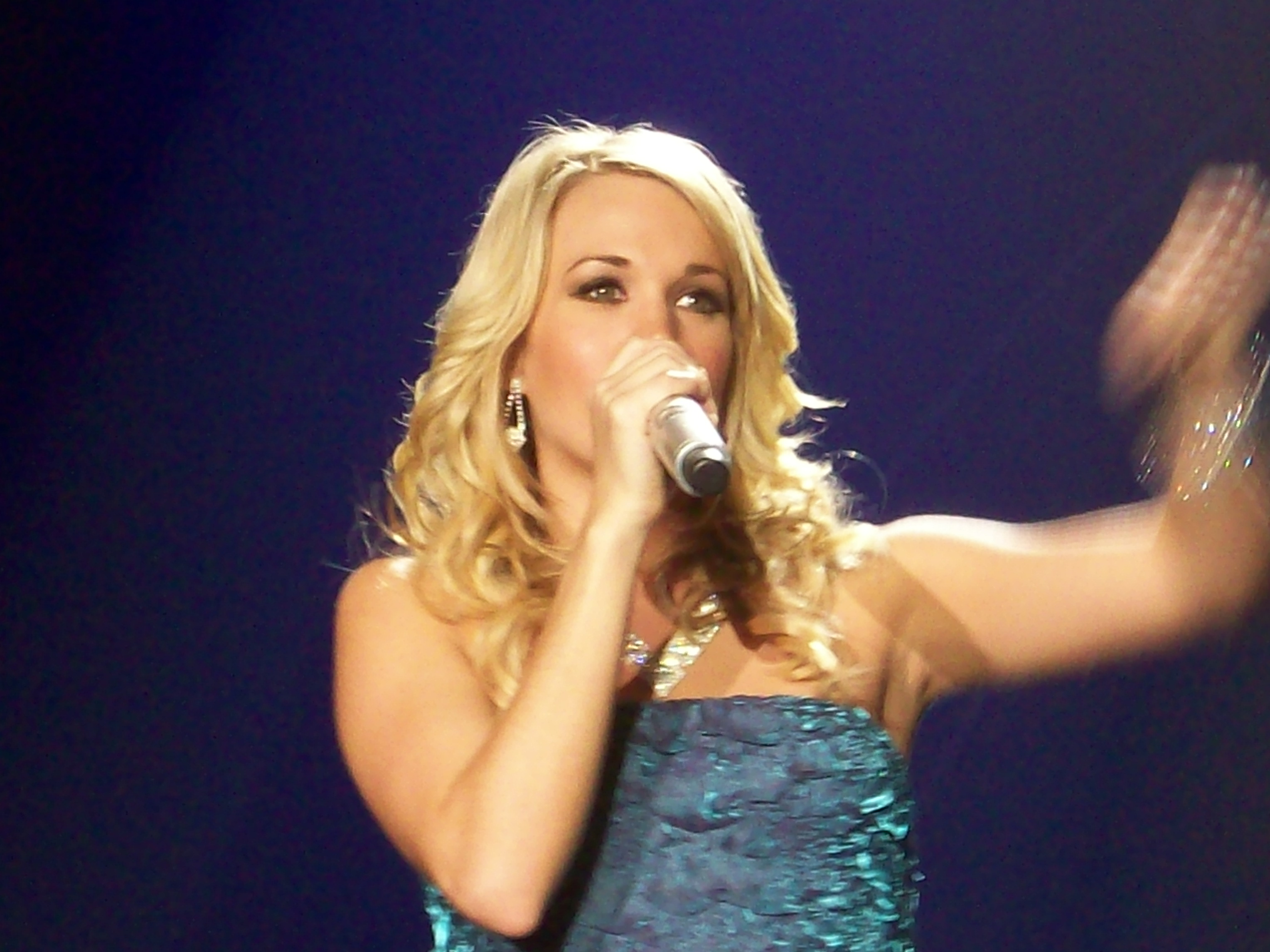
Керрі Андервуд під час виступу на концерті турне Carnival Ride Tour, 2007

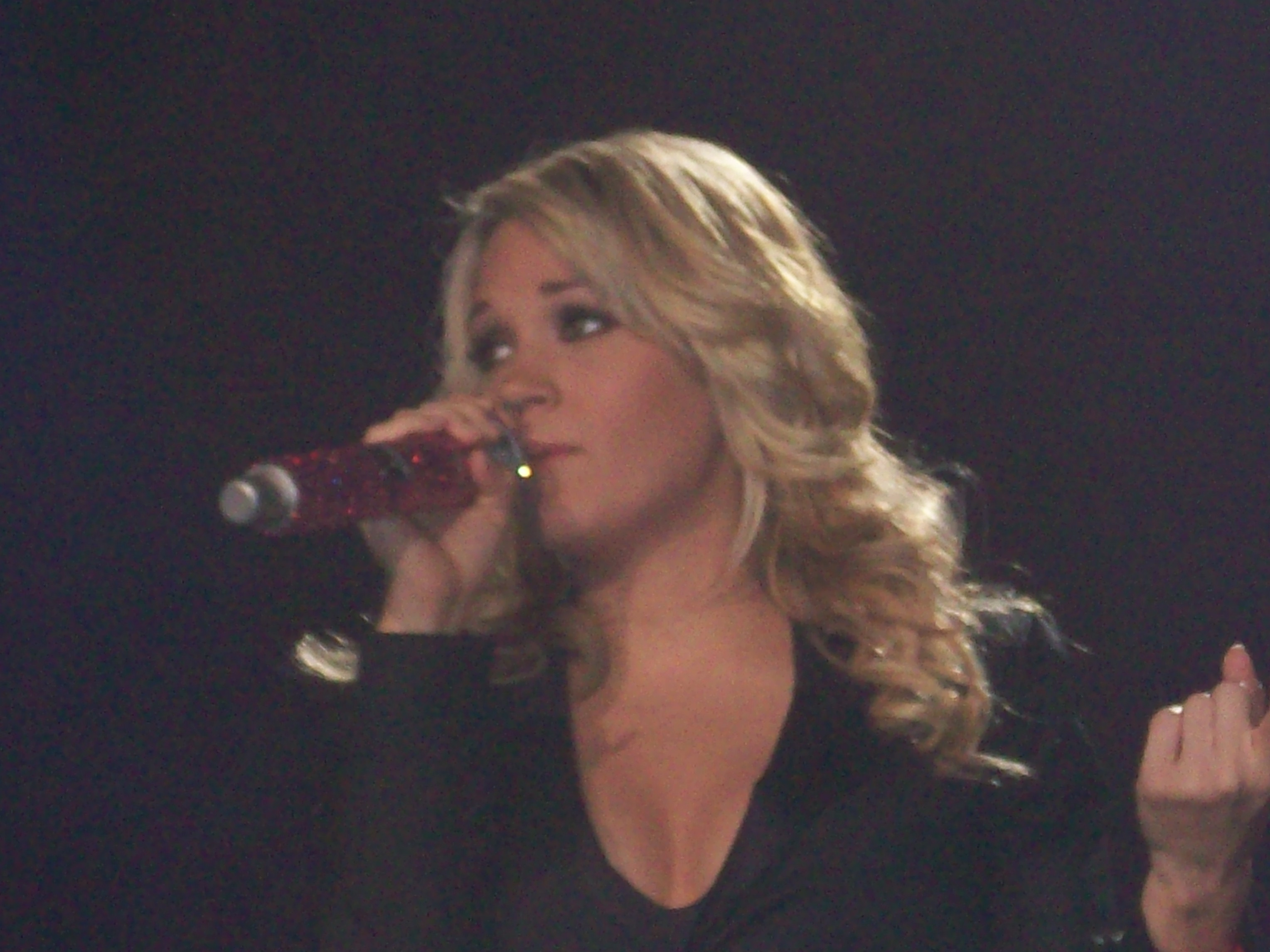
Керрі Андервуд під час виступу на концерті турне Carnival Ride Tour, 2007

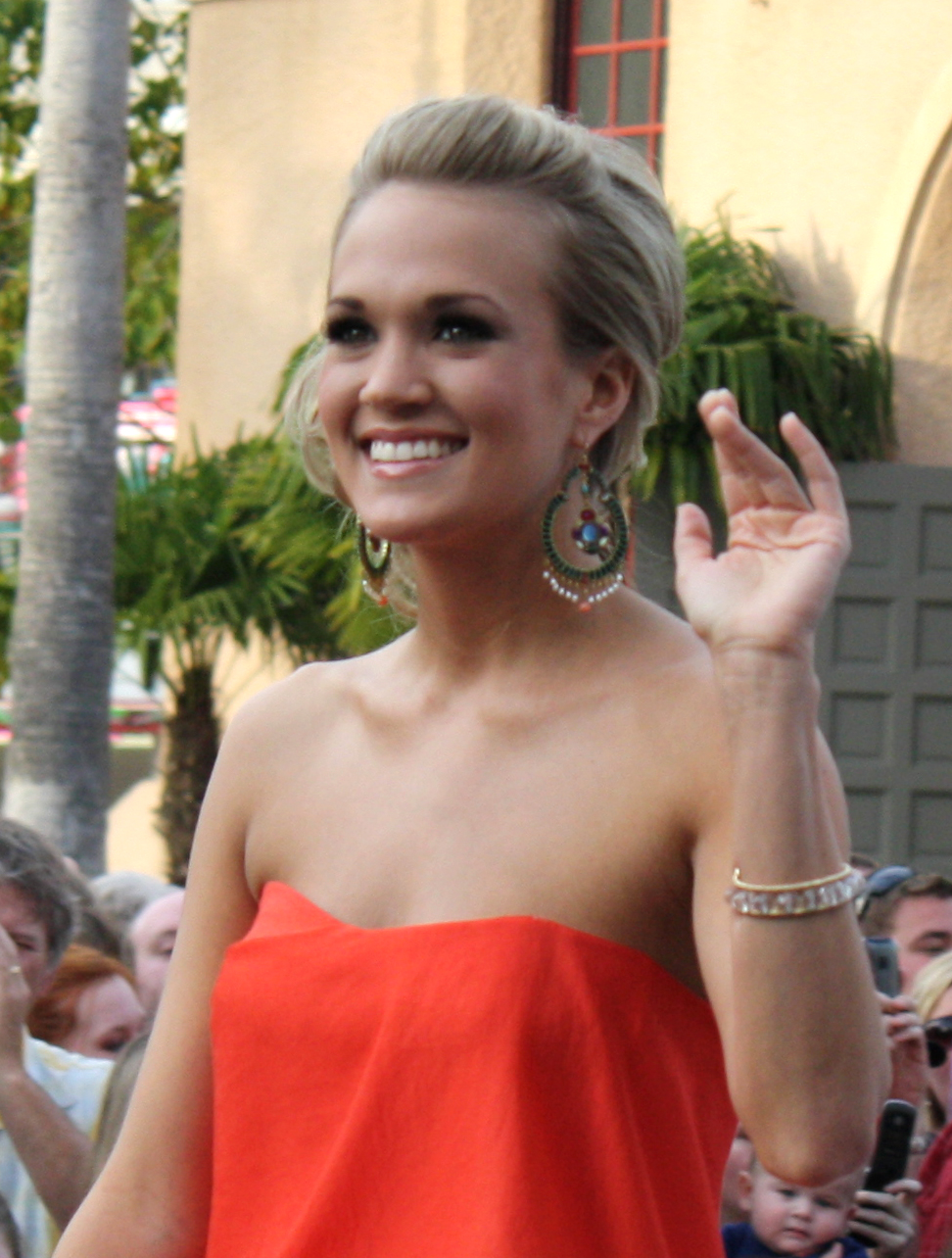
Керрі Андервуд перед початком шоу American Idol Experience, лютий 2009

Другий студійний альбом Андервуд, «Carnival Ride», вийшов у жовтні 2007. Співачка була залученіша у створення пісень; вона співпрацювала із знаменитостями нашвілльської Аудиторії Римана — Гілларі Ліндсі, Крейгом Вайзманом, Ріверсом Рутерфордом та Горді Сампсоном. За перший тиждень від релізу було продано 527,000 копій альбому, внаслідок чого платівка дебютувала на перше місце чарту Billboard 200 та Top Country Albums, а також на перше місце канадського чарту Canadian Albums Chart. Такий результат продажів за перший тиждень став одним із найуспішніших для жінок-виконавців у історії музики. Лише через два місяці після релізу, у грудні 2007, «Carnival Ride» отримав дві платинові сертифікації від американської компанії RIAA. Станом на жовтень 2016 альбом має чотири платинові сертифікації. Перший сингл від платівки, «So Small», вийшов у липні 2007 та досяг першого місця чарту Hot Country Songs, на якому протримався три послідовні тижні. Другий сингл «All-American Girl» та третій сингл «Last Name» також досягли першого місця чарту Hot Country Songs. Таким чином Андервуд стала першою співачкою, яка мала два послідовні альбоми, котрі кожні мали по три сингли, які досягли першого місця кантрі-чарту із часів Шанайї Твейн у 1998. Наступний сингл, «Just a Dream», вийшов у липні 2008 і досяг першого місця чарту Hot Country Songs, де залишався на вершині протягом двох послідовних тижнів. Внаслідок цього Андервуд стала першою соло-співачкою із альбомом, який має чотири сингли, котрі досягли першого місця на чарті із часів Твейн із її альбомом «The Woman in Me». П'ятий та фінальний сингл від платівки — пісня «I Told You So» (дует із первинним виконавцем Ренді Тревісом), вийшов у лютому 2009. Пісня досягла другого місця кантрі-чарту та 9 місця чарту Billboard Hot 100. Всі сингли альбому «Carnival Ride» отримали платинові сертифікації від RIAA; кожна композиція продалася у понад 1 мільйон копій. У січні 2008 Андервуд розпочала турне Love, Pain and the Whole Crazy Carnival Ride Tour, яке проводила разом із Кітом Урбаном; концерти тривали до квітня 2008. У лютому 2008 вона розпочала власне турне Carnival Ride Tour, яке тривало до 14 грудня 2008. Концерти відвідало понад 1,2 мільйони людей, а саме турне стало найприбутковішим туром жіночого кантрі-виконавця у 2008.
На кінець 2007 Андервуд стояла в топах п'яти чартів по закінченню року Billboard, включаючи Billboard 200 Artist of the Year та Country Artist of the Year. Наприкінці 2007 вона також виграла три нагороди American Music Awards: категорія Artist of the Year, Favorite Female Country Artist та Favorite Country Album за альбом «Some Hearts». У 2008 на церемонії Academy of Country Music Awards співачка друге виграла у номінації Female Vocalist of the Year. Вона отримала дві номінації на церемонії 2008 Country Music Association Awards. Разом із Бредом Пейслі Андервуд проводила церемонії нагородження і виграла у категорії Female Vocalist of the Year, але програла у номінації Album of the Year. На церемонії 2008 American Music Awards альбом «Carnival Ride» переміг у категорії Favorite Country Album, яку Андервуд виграла другий раз підряд.
У 2008 Андервуд виграла свою першу міжнародну нагороду на церемонії European Country Music Association Awards, де вона перемогла у категорії Female Vocalist of the Year. У 2009 на 44-й церемонії Country Music Awards вона була номінована на чотири різні категорії. Андервуд перемогла у номінаціях Female Vocalist of the Year та Entertainer of the Year. На 2009 CMT Awards її музичне відео «Just a Dream» отримало номінацію у категорії Video of the Year. У 2009 на 51-й церемонії Греммі Андервуд третій раз підряд виграла у категорії Best Female Country Vocal Performance, в цей раз за її сингл «Last Name», а також виконала цю пісню вживу на сцені церемонії. На 52-й церемонії Греммі у 2010 вона виграла свою п'яту Греммі, перемігши у категорії Best Country Collaboration with Vocals за дует із Ренді Тревісом «I Told You So». Андервуд також була номінована у категорії Best Female Country Vocal Performance за пісню «Just a Dream». На сцені церемонії разом із Селін Діон, Ашером, Смокі Робінсоном та Дженніфер Гадсон Андервуд виконала пісню під час вшановування пам'яті Майкла Джексона. Продюсер Греммі Кен Ерліч прокоментував, що Джексон високо захоплювався Андервуд і саме тому вони попросили її з'явитися на сцені.
13 травня 2008 Ренді Тревіс запросив Андервуд у членство Grand Ole Opry. Пізніше того ж місяця Гарт Брукс офіційно вручив їй членство. Декількома місяця раніше вона виконала класичну пісню Джулії Ендрюс із мюзиклу Звуки музики на концерті 2007 Movies Rock: A Celebration Of Music In Film. У жовтні 2008 вона урочисто відкрила свою воскову фігуру у музеї Мадам Тюссо в Нью-Йорку. У 2008 журнал Forbes повідомив, що між червнем 2007 та червнем 2008 Андервуд заробила $9 мільйонів, таким чином потрапивши на 79 місце в списку 100 топових знаменитостей. 17 травня 2009 журнал оголосив, що Андервуд стала найприбутковішим по продажам записів учасником реаліті-шоу American Idol. Вона заробила вдвічі більше, ніж виконавець, якого поставили на друге місце, із приблизними доходами у $14 мільйонів у період із червня 2008 по травень 2009. Андервуд записала кавер-версію пісні „Do You Hear What I Hear?“ для альбому „Hear Something Country Christmas 2007“; композиція досягла 2 місця чарту Billboard Adult Contemporary та пробула на цій позиції три послідовні тижні. Співачка також записала пісню „Ever Ever After“ у якості саундтреку для диснеївського фільму Зачарована (2007). Андервуд стала співавтором пісні учасниці American Idol Крісті Лі Кукс для її дебютного альбому „Why Wait“. На концерті 2008 Idol Gives Back Андервуд виконала кавер-версію пісні Джорджа Майкла „Praying for Time“, а пізніше записала її студійну версію. У листопаді 2008 вона записала віртуальну пісню-дует із Елвісом Преслі „I'll Be Home For Christmas“ для альбому різдвяних дуетів. Колишня дружина Преслі, Прісцила Преслі, особисто попросила Андервуд записати пісню: „Прісцила хотіла, аби я виконала 'I'll Be Home For Christmas'. Я не могла відмовити“, прокоментувала Андервуд. У березні 2009 вона записала кавер-версію пісні гурту Mötley Crüe „Home Sweet Home“ у якості тематичної прощальної пісні для восьмого сезону American Idol.

### 2009—2012: „Play On“ та співпраці

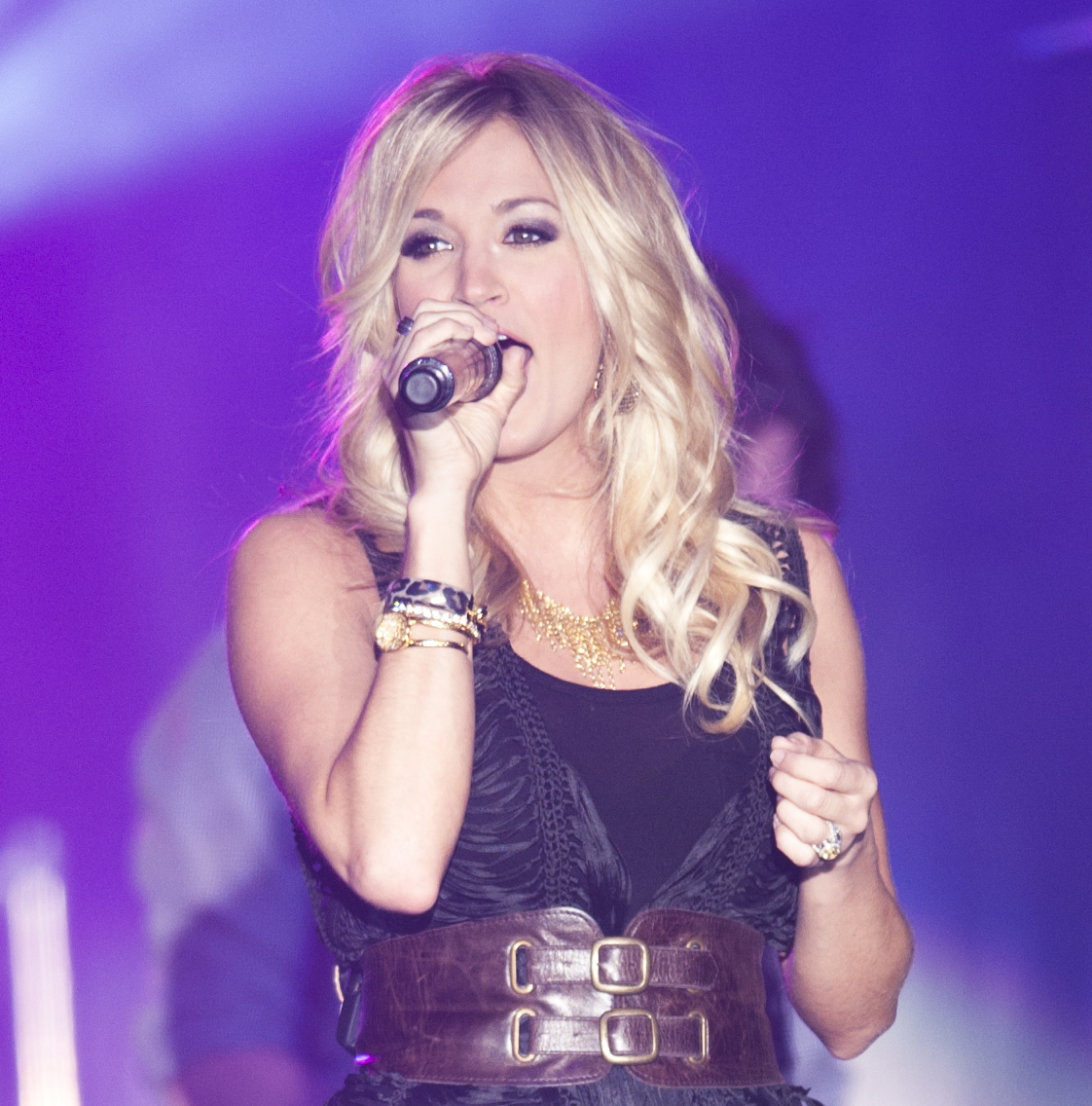
Керрі Андервуд під час виступу в Військово-морській академії США, квітень 2011

Андервуд випустила свій третій студійний альбом, „Play On“, у листопаді 2009. Платівка дебютувала на перше місце чартів Billboard 200 та Top Country Albums, продаючи за перший тиждень від релізу 318,000 копій. На той час її альбом став топовим бестселером жіночого виконавця за рік, але пізніше відійшов на друге місце, коли вийшов альбом Сюзан Бойл „I Dreamed a Dream“. Одну пісні, яка пізніше не увійшла в альбом, Андервуд створила разом із поп/R&B співаком Ne-Yo. Перший сингл від альбому — „Cowboy Casanova“, написаний Андервуд, Бреттом Джеймсом та хіп-хоп продюсером Майком Елізондо, вийшов у вересні 2009. Сингл став успішним записом, стрибнувши на другому тижні релізу із 96 та 11 позицію чарту Billboard Hot 100, таким чином стаючи одним із найбільших стрибків у історії чарту. Пізніше, за 10 тижнів пісня досягла першого місця чарту Hot Country Songs; композиція стала найшвидшим синглом кантрі-співачки, який досяг першого місця в історії кантрі-чарту та найшвидшим синглом, який досяг вершини кантрі-чарту для Андервуд (у 2014 пісня „Something in the Water“ побила цей рекорд, досягши вершини чарту на сьомому тижні). Пісня „Cowboy Casanova“ отримала дві платинові сертифікації від RIAA, продаючи на території США понад 2 мільйони копій. Другий сингл від альбому, „Temporary Home“, досяг першого місця чарту Billboard Hot Country Songs, а компанія RIAA вручила Андервуд за нього платинову сертифікацію у липні 2013. Пісня „Undo It“, третій сингл платівки „Play On“, вийшла на радіо у травні 2010. Сингл досяг першого місця чарту Hot Country Songs та отримав платинову сертифікацію від RIAA; таким чином Андервуд мала вже десять пісень, які досягли першого місця американського кантрі-чарту. Четвертий та фінальний сингл „Mama's Song“ вийшов на кантрі-радіо у вересні 2010 і досяг другого місця чарту Hot Country Songs; пізніше пісня отримала золоту сертифікацію від RIAA. Станом на жовтень 2016 альбом „Play On“ має три платинові сертифікації від RIAA, платинову сертифікацію від канадської Music Canada та золоту сертифікацію від австралійської ARIA. На території США було продано понад 3 мільйони копій „Play On“.
Турне у підтримку альбому, Play On Tour, розділилося на дві частини: перша розпочалася 11 березня 2010 у Редінгу штату Пенсільванія, друга почалася 25 вересня 2010 у Портленді штату Орегон та закінчилася 1 січня 2011 у Детройті. Квитки концерту у престижному амфітеатрі Голлівуд-боул у Лос-Анджелесі були повністю розпродані 2 жовтня 2010. У грудні 2010 сайт Pollstar.com назвав турне Play On Tour одним із 50 топових турне 2010 року, поміщаючи його на перше місце турів по Північній Америці та на 31 місце турів по світу. Журнал Billboard також помістив турне Play On Tour на 24 місце всесвітніх турів 2010 року. 4 січня 2011 офіційна статистика повідомила, що під час свого турне Андервуд виступила перед понад мільйон фанів, внаслідок чого знову стала одною із найуспішніший кантрі жінок-виконавців по відвідуванням своїх концерті за рік.

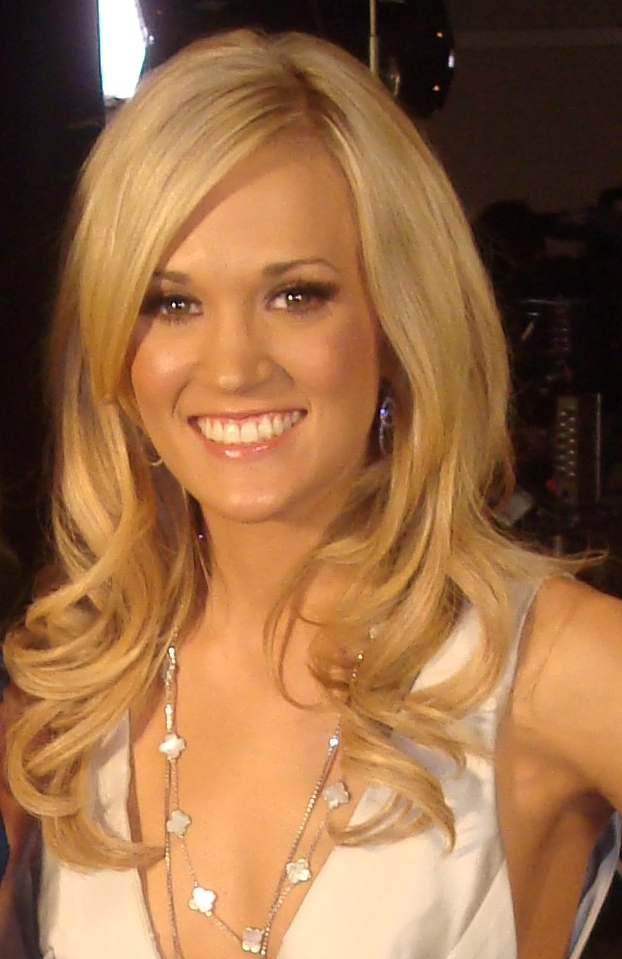
Керрі Андервуд перед 45-ю церемонією Academy of Country Music Awards, квітень 2010

На церемонії 2009 CMA Awards Андервуд отримала дві номінації і провела церемонію разом із Бредом Пейслі. На Academy of Country Music Awards вона була номінована у шести категоріях. В результаті вона виграла у номінації Entertainer of the Year, що зробило Андервуд першою жінкою в історії, яка виграла цю нагороду двічі. Під церемонії Реба Макінтайр презентувала Андервуд нагороду ACM Triple Crown Award за її перемоги у категоріях Top New Artist, Top Female Vocalist та Entertainer of the Year. Після Барбари Мандрелл вона стала другою співачкою, яка здобула нагороду потрійної корони. На церемонії CMT Music Awards Андервуд виграла у категорії Video of the Year за музичне відео „Cowboy Casanova“ та CMT Performance of the Year за пісню „Temporary Home“. Вона виграла дві міжнародні нагороди на 8-й церемонії French Country Music Awards: Андервуд перемогла у номінаціях Best Female Vocalist та Video of the Year за пісню „Cowboy Casanova“. У 2010 на American Music Awards вона виграла у категорії Favorite Country Album за альбом „Play On“; цей прецедент зробив Андервуд єдиною співачкою в історії American Music Awards, яка виграла цю номінаціях для всіх своїх альбомів. У 2010 вона втретє разом із Бредом Пейслі провела церемонію CMA Awards. У 2011 на церемонії Греммі Андервуд отримала номінацію в категорії Best Female Country Vocal Performance за пісню „Temporary Home“. Канал CMT вручив Андервуд спеціальну нагороду CMT Artists of the Year, ставлячи її у топ-5 виконавців кантрі-музики 2010 року. Ця подія була показана по CMT 3 грудня 2010. На церемонії 2011 Academy of Country Music Awards Андервуд виступила разом із Стівеном Тайлером із медлі пісні Андервуд „Undo It“ та пісні гурту Aerosmith „Walk This Way“.

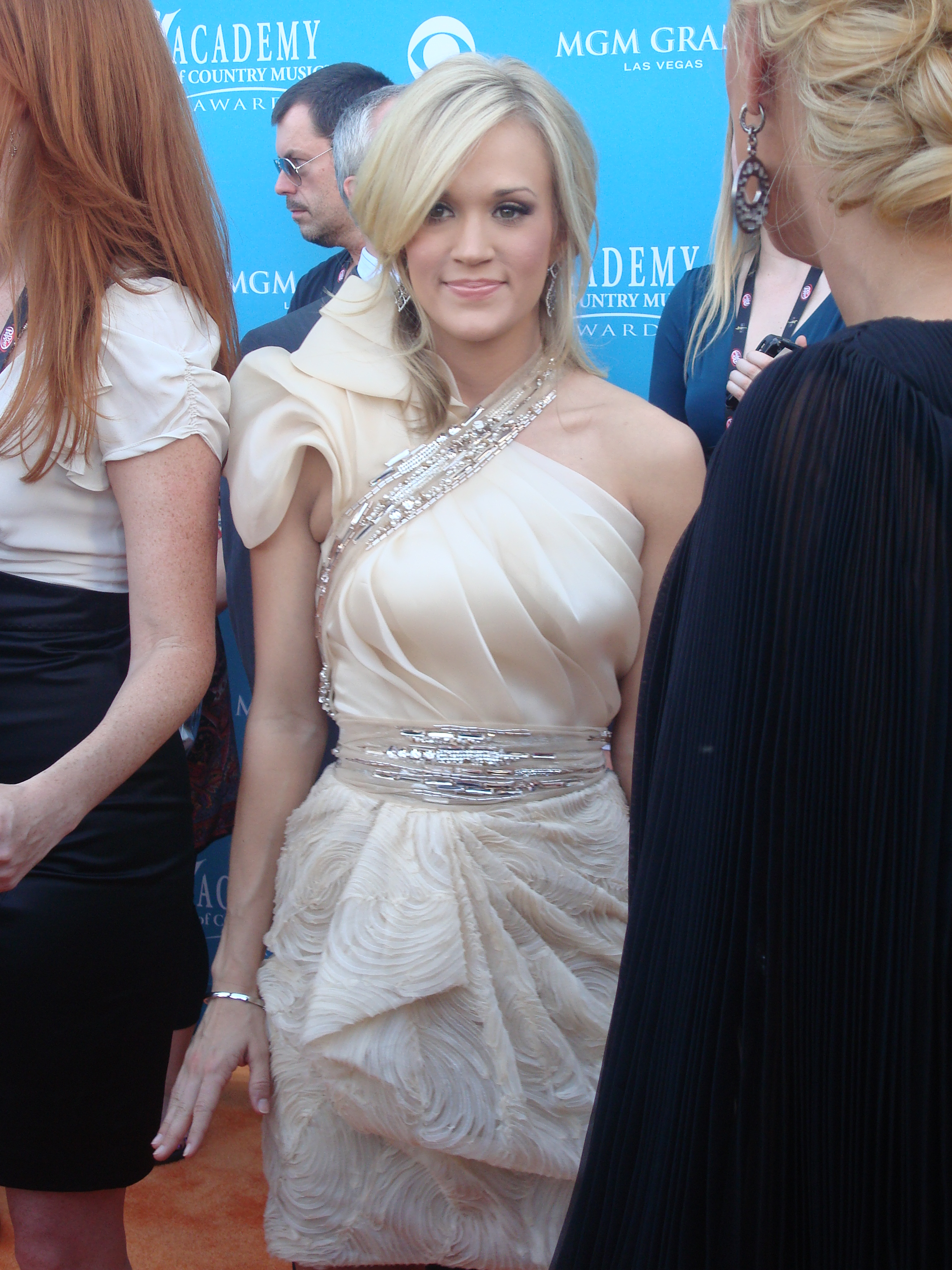
Керрі Андервуд на 45-й церемонії Academy of Country Music Awards, квітень 2010

У травні 2011 Academy of Country Music вшанувала Андервуд разом із іншими 6 співачками на спеціальному шоу Girls' Night Out: Superstar Women of Country. Її визнали першою і єдиною жінкою в історії академії, яка двічі виграла номінацію Entertainer of the Year. На церемонії Вінс Гілл представив аудиторії Андервуд та вручив їй спеціальну нагороду. Він виступив на сцені із її піснею „Jesus, Take the Wheel“ та приєднався до Андервуд під час її виступу із піснею „How Great Thou Art“. Відео цього виступу перетворилося у віртуальну сенсацію і за два дні було переглянуто на відеохостингу YouTube майже 3 мільйони разів.
У грудні 2009 журнал Billboard визнав альбом „Some Hearts“ топовим кантрі-альбомом 2000-го десятиріччя і назвав Андервуд топовою кантрі-співачкою списку Найкращих кантрі-виконавців 2000-го десятиріччя. Журнал також поставив її на 50 місце загального списку Виконавців десятиліття. Наприкінці 2009 Андервуд провела свій перший власний епізод на шоу CMT Invitation Only, а також вела спеціальну різдвяну програму Carrie Underwood: An All-Star Holiday Special: двогодинне шоу на каналі Fox, на якому з'явилися Доллі Партон, переможець сьомого сезону шоу American Idol Девід Кук, Крістін Ченовет, Бред Пейслі та інші. У травні 2010 журнал People залучив Андервуд у свій список Найкрасивіших людей. У цьому списку вона з'явилася вчетверте з початку своєї музичної кар'єри. Також у травні Victoria's Secret назвала її ноги Найсексуальнішими ногами Голлівуда. У червні 2011 журнал Rolling Stone поставив Андервуд на 11 місце списку Королев поп-музики, базуючись на критеріях 2009—2011 років. Андервуд стала співавтором пісні «There's a Place for Us», а також записала її для саундтреків фентезі-фільму Хроніки Нарнії: Підкорювач Світанку. За цю композицію, разом із Девідом Ходжесом та Гілларі Ліндсі вона отримала номінацію на Золотий глобус у категорії Best Original Song. У березні 2011 Андервуд виконала пісню Джона Леннона «Instant Karma!» у спеціальній програмі каналу NBC All Together Now — A Celebration of Service, яка вшановувала колишнього президента США Джорджа Герберта Вокера Буша. У фіналі десятого сезону American Idol Андервуд обрала для учасниці Лорен Елейни пісню для виконання.
Разом із Бредом Пейслі Андервуд записала дует «Remind Me». Пісня досягла першого місця чарту Hot Country Songs, що зробило Андервуд володаркою 11 пісень, які досягли вершини кантрі-чарту. Вона також виконала дует із Тоні Беннеттом для його альбому «Duets II» (2011) та інший дует із Ренді Тревісом для його альбому «Anniversary Celebration» (2011). Андервуд стала однією із провідних виконавців на фестивалі iHeartRadio Music Festival, який проходив 23-24 вересня 2011.
19 вересня Андервуд виконала пісню «You Really Got a Hold on Me» для вшанування Смокі Робінсон, який тоді здобув спеціальну нагороду Ella Award під час щорічної вечері Спільноти співаків. Робінсон відповів на жест Андервуд, виконавши для неї пісню «My Girl». Того ж вечора вони разом заспівали пісні Стіві Вандера, Наталі Коул та інших виконавців, поєднавши їх у медлі. У 2010 журнал Forbes повідомив, що між травнем 2009 і травнем 2010 співачка заробила $13 мільйонів, таким чином залишаючись найприбутковішим переможцем шоу American Idol. У липня 2011 журнал повідомив, що вона заробила $20 мільйонів між травнем 2010 і травнем 2011, залишаючись найприбутковішим Ідолом четвертий рік підряд. 4 лютого 2012 Андервуд приєдналася до Стівена Тайлера у проведенні шоу каналу CMT Crossroads в Колізеї Пепсі під час Pepsi Super Bowl Fan Jam, що входило у Super Bowl XLVI. Цей епізод отримав найвищі рейтинги за останні сім років. 12 лютого 2012 вона разом із Тоні Беннеттом виконала дует «It Had to Be You» під час 54-ї церемонії Греммі. Ця пісня також була використана у прем'єрі другого сезону телесеріалу Blue Bloods (вересень 2011).

### 2012—2013: «Blown Away» та світовий тур

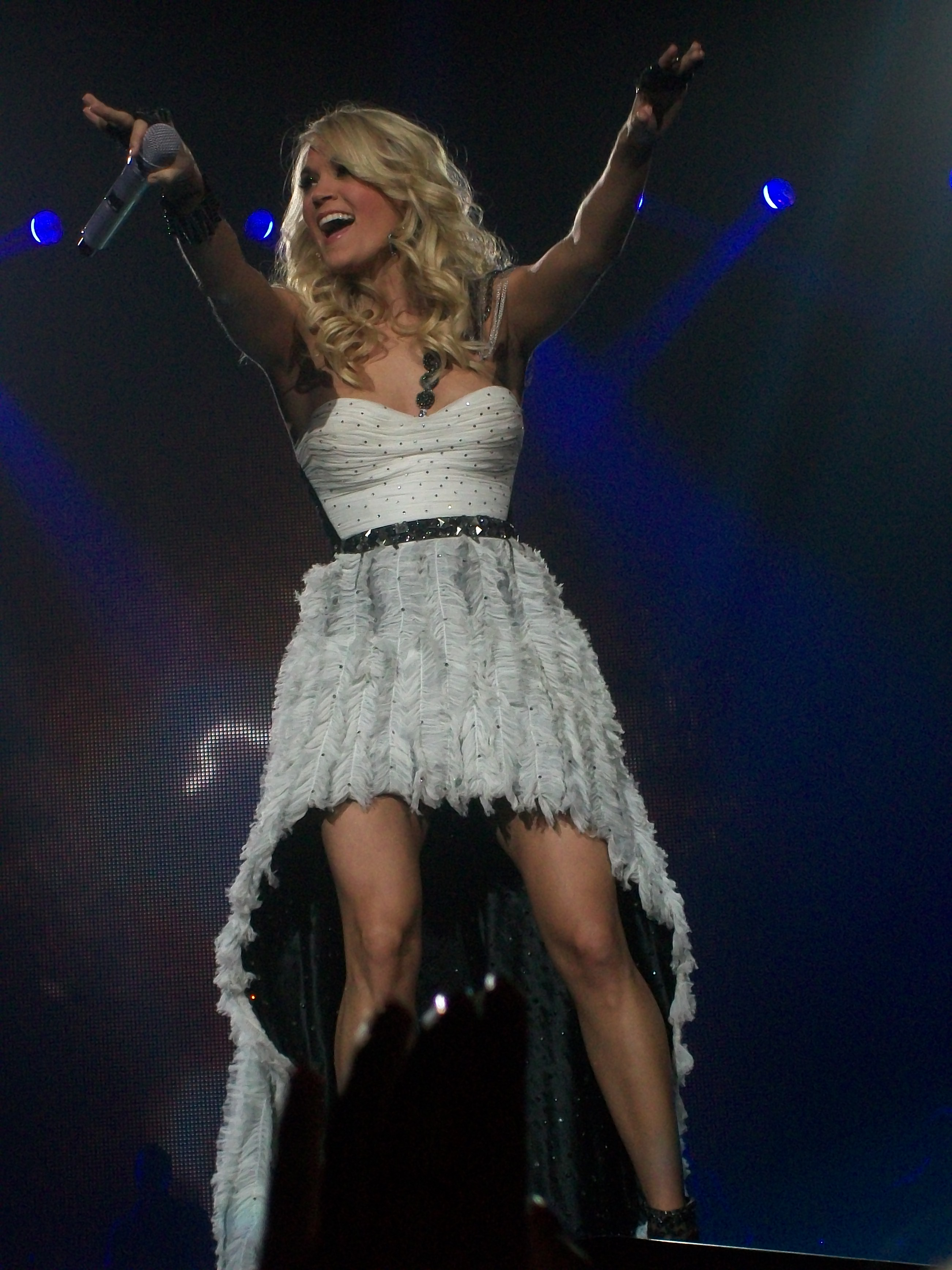
Керрі Андервуд під час концерту турне Blown Away Tour, Канада, грудень 2012

У травні 2012 вийшов четвертий студійний альбом Андервуд — «Blown Away». Співачка зазначила, що пісні в цьому альбомі мають більш «темні сюжети». Платівка дебютувала на перше місце чарту Billboard 200, Country Albums Chart та Digital Albums Chart, продаючи в США за перший тиждень від випуску понад 267,000 копій. Перший сингл від альбому, «Good Girl», вийшов у лютому 2012 в магазині iTunes Store. Пісня вийшла на кантрі-радіо 27 лютого 2012. Прем'єра музичного відео до пісні відбулася в телепрограмі Entertainment Tonight та на відеохостингу Vevo 12 березня. Сингл досяг першого місця чарту Hot Country Songs та отримав дві платинові сертифікації від RIAA, продаючи на території США понад 2 мільйони копій. 9 липня 2012 вийшов другий сингл альбому — однойменна пісня «Blown Away». Пісня здобула масовий успіх: сингл потрапив у топ-20 чарту Billboard Hot 100 та досяг першого місця чарту Billboard Country Airplay і другого місця чарту Top Country Songs; продажі перевищили 2 мільйони копій на території США, а RIAA вручила Андервуд три платинові сертифікації за пісню. Альбом «Blown Away» став сьомою платівкою-бестселером 2012 року, другим альбомом-бестселером року в кантрі-музиці та другим альбомом-бестселером, який випустила жінка-виконавця у 2012 році. На території США було продано понад 1,7 мільйони копій платівки, а сам альбом отримав дві платинові сертифікації від RIAA. У серпні 2012 було оголошено, що Андервуд проведе власні епізоди програм каналу VH1 Unplugged (під назвою VH1 Presents: Carrie Underwood Unplugged) та VH1 Behind The Music. Третій сингл від альбому, «Two Black Cadillacs», вийшов у листопаді 2012. Андервуд сама ж побила власний рекорд, коли пісня «Two Black Cadillacs» увійшла у топ-10 чарту Hot Country Songs і таким чином стала її 17 синглом, котрий потрапив у топ-10 кантрі-чарту. Пізніше композиція досягла другого місця чарту Country Airplay і отримала платинову сертифікацію від RIAA. У березні 2013 пісня «See You Again» вийшла у якості четвертого синглу альбому. Сингл досяг другого місця чарту Country Airplay і отримав платинову сертифікацію від RIAA.

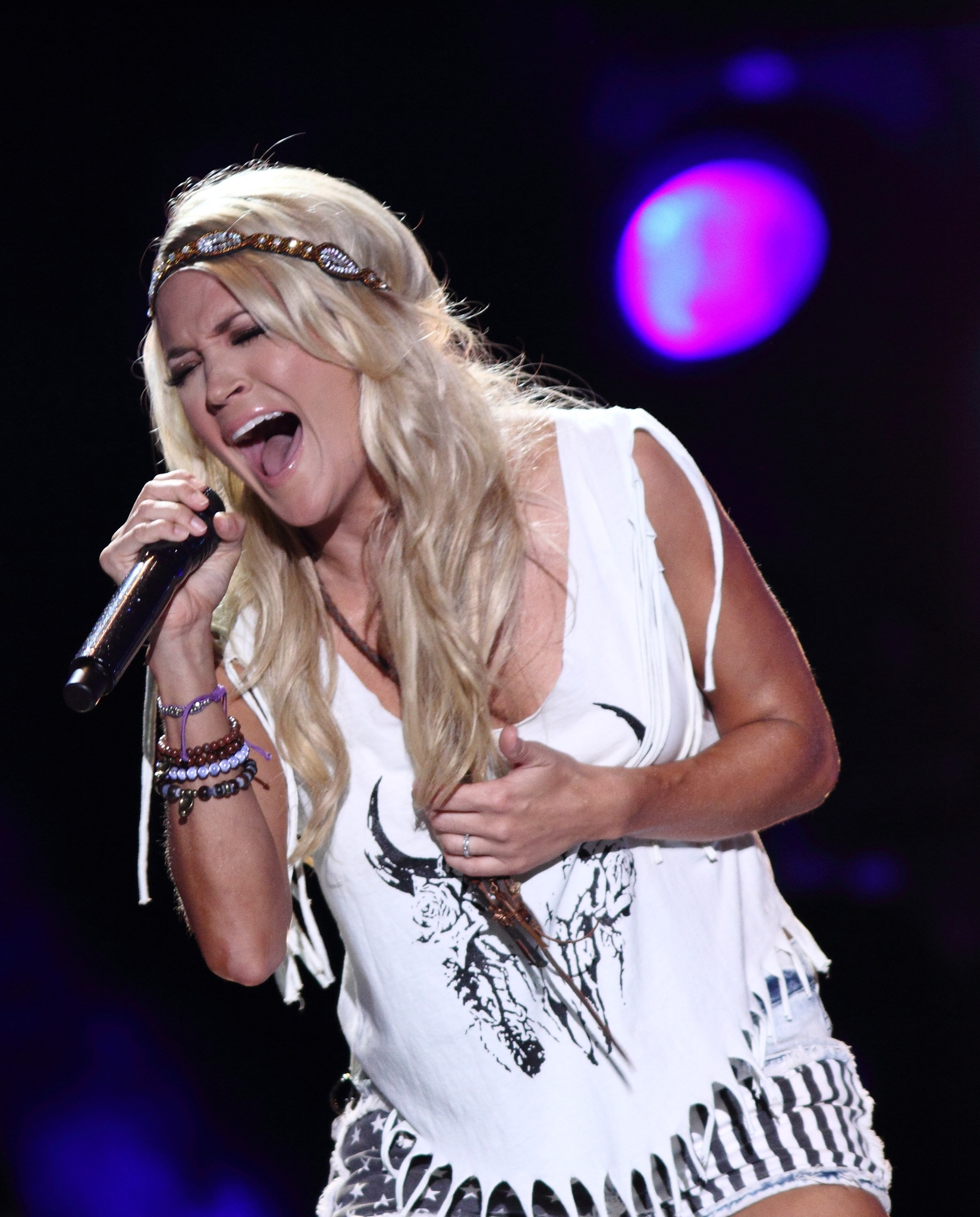
Керрі Андервуд під час виступу на фестивалі CMA Fest 2013, Нашвілл, червень 2013

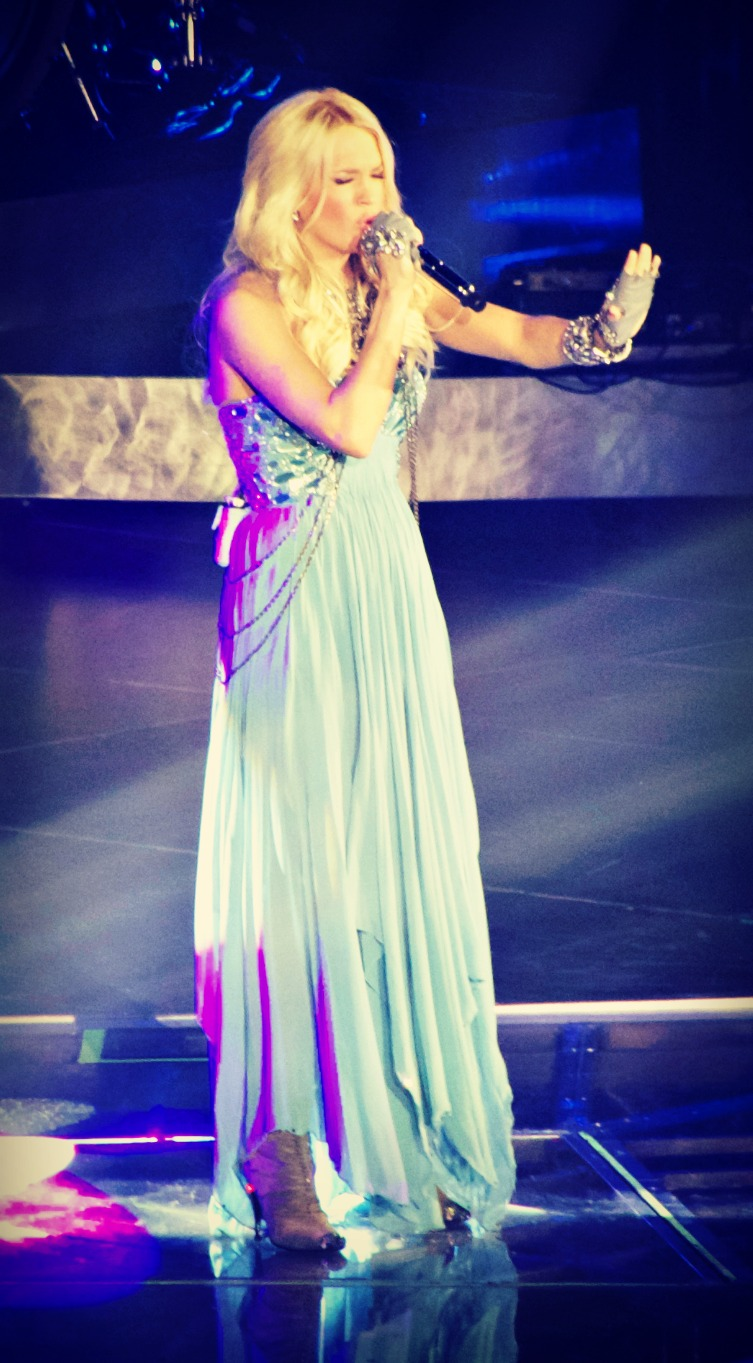
Керрі Андервуд під час концерту турне Blown Away Tour, 2012

У 2012 Андервуд виграла CMT Music Awards у номінації Video of the Year за музичне відео «Good Girl» та у категорії Collaborative Video of the Year за пісню «Remind Me» — дует із Бредом Пейслі. Співачка також виконала пісню «Good Girl» на сцені церемонії. Альбом «Blown Away» переміг у номінації Favorite Album — Country на церемонії нагородження 2012 American Music Awards; Андервуд також виконала на сцені церемонії пісню «Two Black Cadillacs». На початку 2013 вона виграла приз Top Selling International Album of the Year на австралійській 41-й церемонії Country Music Awards, яку проводила Асоціація кантрі-музики Австралії. У лютому 2013 вона виграла свою шосту Греммі у номінації Best Country Solo Performance за пісню «Blown Away». Під час церемонії співачка виконала медлі пісень «Blown Away» та «Two Black Cadillacs». 13 лютого Андервуд отримала дві номінації на нагороду Academy of Country Music Awards. На церемонії 2013 British Country Music Awards вона виграла у категорії International Album of the Year. На церемонії 2013 CMT Music Awards Андервуд виграла свою 10 нагороду, стаючи володаркою найбільшої кількості нагород від CMT Music. Вона також вчетверте виграла у номінації Video of the Year, в цей раз на музичне відео «Blown Away», що зробило її виконавцем, який найчастіше перемагав у цій категорії. Під час церемонії Андервуд вшанувала жертв торнадо в Оклахомі, виконавши пісню «See You Again», яку акомпанував хор із Церкви Христа з Нашвіллю.
1 травня 2012 Андервуд анонсувала своє міжнародне турне Blown Away Tour. Його перша частина складалася із концертів по США, Канаді, в Лондоні та п'яти концертів у Австралії. Квитки на концерт у Альберт-холлі в Лондоні, який відбувся 21 червня 2012, були продані за 90 хвилин. Квитки на 2 липня в Сіднейському оперному театрі також були продані за лічені години. Перша частина турне Blown Away Tour зібрала понад $29,2 мільйони, що зробило його туром-бестселером кантрі-виконавця 2012 року. На той час всі турне Андервуд принесли прибуток у понад $95 мільйонів. Із 5 червня по 10 листопада 2012 в Залі слави кантрі проводилася виставка турне під назвою Carrie Underwood: The Blown Away Tour Exhibition. Друга частина турне розпочалася у лютому 2013: в неї входили концерти в Ірландії, додаткові концерти по Англії та США і Канаді. Концерти в Англії були частиною фестивалю C2C: Country to Country. Квитки на всі концерти із другої частини турне були розкуплені, що встановило новий рекорд. Турне Blown Away Tour завершилося пізнього травня 2013; вона виступила перед понад мільйоном шанувальників на трьох материках і шести країнах. На той час загальна кількість людей, перед якими вона виступала з її трьома ключовими турами становила 3,2 мільйони людей. 31 травня на офіційному сайті Андервуд було оголошено, що співачка випустить DVD «The Blown Away Tour: LIVE», яке включатиме 160 хвилин її виконання на сцені, записи поза сценою, інтерв'ю та музичні відео із альбому «Blown Away». DVD вийшов 13 серпня 2013 і став першим офіційним DVD-концертом Андервуд.
22 лютого 2013 журнал Billboard поставив Андервуд на 16 місце топових виконавців із високими прибутками між лютим 2012 та лютим 2013. За рік вона заробила близько $12 мільйонів, продовжуючи бути найприбутковішим Ідолом та другою найприбутковішою жінкою-виконавцем у кантрі-музиці. У червні 2013 журнал Forbes поставив Андервуд на 46 місце свого списку 100 знаменитостей, повідомляючи, що вона заробила понад $31 мільйонів між червнем 2012 і червнем 2013, будучи найдорожчим учасником American Idol. 21 січня 2013 вийшов сингл гурту Aerosmith — «Can't Stop Lovin' You», для якого Андервуд записала вокальну частину.
25 травня 2013 Андервуд приєдналася до гурту The Rolling Stones на сцену під час їх турне 50 and Counting Tour в Торонто. Вони виконали пісню «It's Only Rock 'n Roll (But I Like It)». 22 вересня 2013 на 65-й церемонії Еммі Андервуд взяла участь у спеціальному вшануванню 50-річчя Верстових стовпів телебачення 1963, який включав показ матеріалу вбивства президента Джона Фіцджеральда Кеннеді та першу появу гурту The Beatles в США. Андервуд виконала одну із канонічних пісень гурту — композицію «Yesterday».

### 2014—2015: «Greatest Hits: Decade #1»

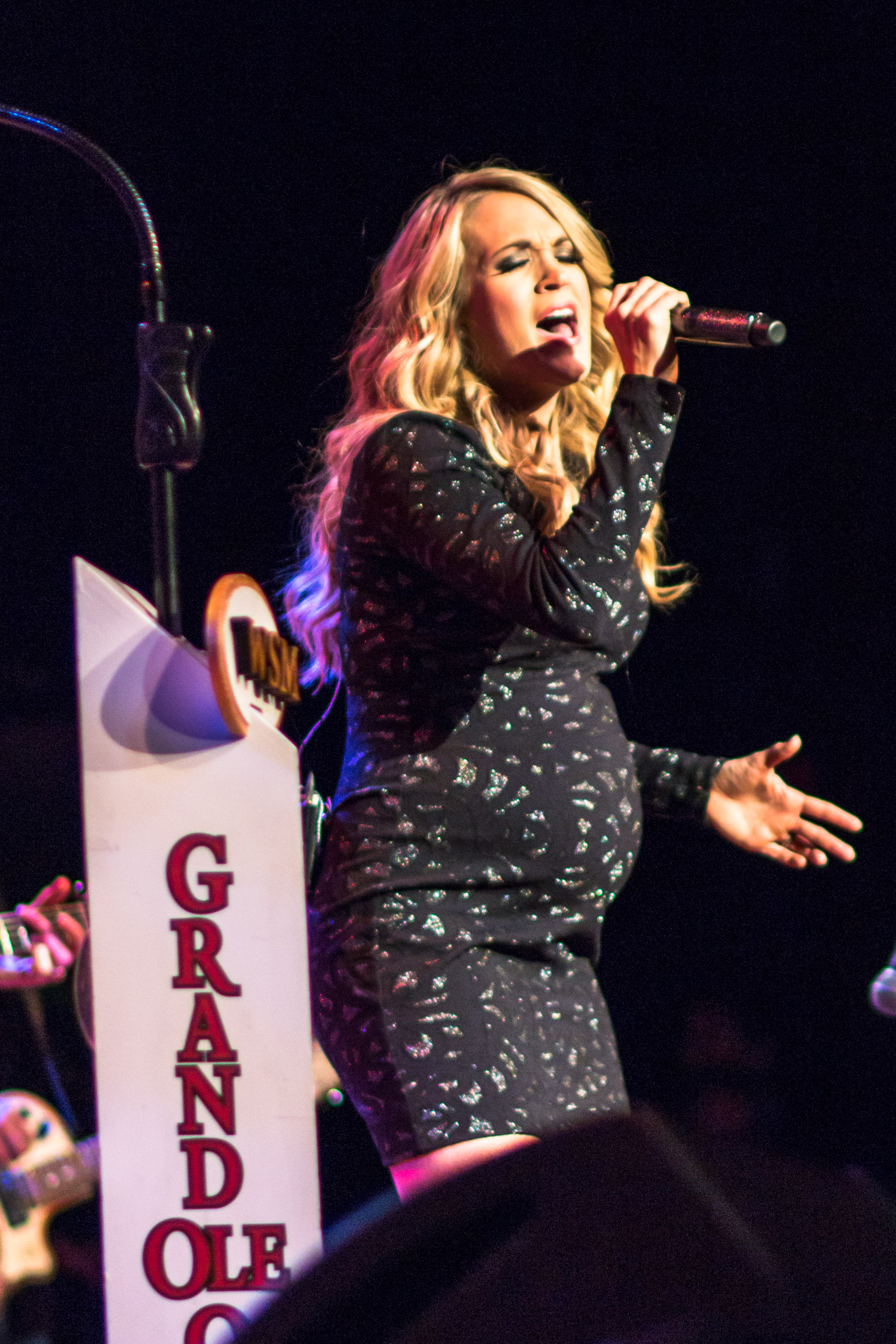
Вагітна Керрі Андервуд під час виступу в Grand Ole Opry, грудень 2014

У серпні 2013 Андервуд підтвердила плани на випуск нового альбому і повідомила, що робота над ним почнеться десь 2014 року. В інтерв'ю із журналом Billboard співачка сказала: «Я відчуваю, що після The Sound of Music тепер я можу докласти максимум зусиль і розпочати роботу над наступним альбомом». Андервуд також сказала, що планує розпочати ще одне турне, яке можливе буде дещо спокійнішим та простішим, ніж попередні: «Я ще не думала про це, оскільки поки що не знаю, як саме буде звучати наступний альбом, але я б хотіла просто стояти на сцені і співати. Можливо я підійду до всього цього із іншого боку, більш простішого. Я люблю енергетику, яку мають рок-концерти», прокоментувала Андервуд журналу Billboard. Співачка записала разом із Мірандою Ламберт пісню «Somethin' Bad» для її альбому «Platinum». Композиція вийшла у якості синглу та досягла першого місця чарту Hot Country Songs і 19 місця чарту Billboard Hot 100.
На початку 2014 Андервуд виконала пісню на церемонії Зали слави рон-н-ролу для вшанування Лінди Ронстадт. Її виступ був високо оцінений музичними критиками та Стіві Нікс, яка виконувала разом із Андервуд. У вересні разом із Jay-Z, No Doubt та іншими виконавцями Андервуд провела фестиваль 2014 Global Citizen Festival. Її кавер-версія пісні гурту R.E.M. «Everybody Hurts» була високо схвалена. У листопаді разом із Eminem, Metallica, Foo Fighters та іншими виконавцями Андервуд провела концерт 2014 Concert for Valor; її виступ із піснею «Something in the Water» акомпанував хор Співучих сержантів авіації США. Фронтмен гурту U2 Боно особисто запросив Андервуд виступити 1 грудня на концерті U2 World AIDS Day (RED), де також виступали U2, Брюс Спрінгстін, Кріс Мартін із гурту Coldplay, Каньє Вест. Під час виконання Андервуд своєї пісні «Change» до неї на сцену приєднався гітарист гурту U2 Едж.
Андервуд здобула спеціальну нагороду Gene Weed Special Achievement Award на церемонії Академії кантрі музики за її виступ на NFL Sunday Night Football, живу трансляцію каналом NBC програми The Sound of Music, її світовий тур Blown Away Tour і її благодійну роботу із Американським Червоним хрестом та її фонд C.A.T.S.. На церемонії 2014 Billboard Music Awards Андервуд виграла Milestone Award, на яку вона була номінована в результаті її успіхів на чартах, особливо за її рекорд наявності синглів, котрі досягли першого місця чарту Country Airplay (18 пісень, які досягли топ-10 чарту). Журнал Time додав Андервуд у список 100 найвпливовіших людей світу, ставлячи її у категорія «Канонічних особистостей». На церемонії 2014 American Music Awards співачка виграла у категорії Favorite Female Country Artist, що стало її восьмим виграшем AMA. Журнал Billboard назвав Андервуд топовою жінкою-співачкою християнської музики 2014 року. У 2015 на 57-й церемонії Греммі вона виграла у номінації Best Country Solo Performance за пісню «Something in the Water»; це стала її сьома виграна Греммі. На церемонії 2015 Billboard Music Awards Андервуд виграла у категорії Top Christian Song за композицію «Something in the Water». На церемонії 2015 CMT Music Awards вона виграла в трьох номінаціях, включаючи категорію Video of the Year за музичне відео «Something in the Water». У 2015 на церемонії нагородження American Music Award вона виграла у категорії Favorite Female Country Artist, що стало її дев'ятою AMA.
У вересні 2014 Андервуд анонсувала свою першу платівку-збірник хітів «Greatest Hits: Decade Number 1» на шоу The Today Show. Збірка вийшла у грудні 2014. Провідний сингл альбому — «Something in the Water», став міжчартовим хітом. Він досяг першого місця чарту Hot Country Songs і став 14 синглом Андервуд, який досяг першого місця кантрі-чарту; також пісня стала другим синглом для Андервуд в 2014, який досяг верхівки чарту (після «Somethin' Bad»). Таким чином вона встановила рекорд у системі Nielsen SoundScan, який увійшов у Книгу рекордів Гіннеса: жінка-виконавець кантрі-музики з найбільшою кількістю хітів, які досягли вершини кантрі-чарту. Пісня «Something in the Water» досягла верхівки чарту Hot Christian Songs та залишалася там протягом багатьох послідових тижнів. Сингл дебютував на 24 місце чарту Billboard Hot 100. Композиція побила декілька рекордів на різних радіостанціях США протягом свого першого тижня релізу. У лютому 2015 вийшов другий сингл збірки — «Little Toy Guns». Пісня досягла 6 місця чарту Hot Country Songs, другого місця чарту Country Airplay Chart та 47 місця чарту Hot 100. На 58-й церемонії Герммі пісня «Little Toy Guns» була номінована в категорії Best Country Solo Performance. Збірка хітів «Greatest Hits: Decade Number 1» отримала рекордну кількість продажів за свій перший тиждень випуску, побивши рекорд за останні 6 років у всіх музичних жанрах; збірка хітів також побила рекорд за останні 9 років у продажах збірок хітів жінок-виконавців всіх музичних жанрів.

### 2015—2017: «Storyteller»
Навесні 2015 Андервуд повернулася у студію, аби закінчити записи для свого п'ятого студійного альбому. 20 серпня 2015 під час живого стримінгу через Facebook Андервуд анонсувала назву свого нового альбому — «Storyteller», та дату релізу — 23 жовтня 2015. Провідний сингл, «Smoke Break», вийшов на радіо відразу після анонсування. Альбом «Storyteller» дебютував на друге місце чарту Billboard 200; це зробило Андервуд єдиним кантрі-виконавцем, чиї всі п'ять альбомів досягли першого чи другого місця чарту Billboard 200. На додаток до цього, альбом дебютував на перше місце чарту Top Country Albums, що стало ще одним рекордом співачки: Андервуд стала єдиним виконавцем, чиї шість альбомів досягли вершини кантрі-чарту. Другий сингл від альбому — «Heartbeat», став 14 синглом Андервуд, який досяг першого місця чарту Country Airplay. Наступний сингл, «Church Bells», став 15 синглом співачки, який досяг вершини чарту Country Airplay. Андервуд стала першою жінкою-виконавицею, яка мала два хіти, що досягли вершини цього чарту у 2016 році. Фінальний сингл від альбому «Storyteller» — «Dirty Laundry», вийшов у серпні 2016. У жовтні 2016 альбом «Storyteller» отримав платинову сертифікацію від RIAA. Журнал Billboard назвав Андервуд топовою виконавицею кантрі-музики року, що стало п'ятим прецедентом за кар'єру співачки.
У січні 2016 Андервуд розпочала першу частину свого турне у підтримку альбому — Storyteller Tour. Друга частина турне почалася у серпні 2016. За весь час вона виступила перед понад мільйоном фанів, проводячи 92 концертів в семи країнах. Журнал Billboard назвав тур Storyteller Tour топовим кантрі-турне року.
У червні 2016 Андервуд отримала три номінації на CMT Music Awards, виграючи дві з них за пісню «Smoke Break»; таким чином Андервуд стала володаркою вже 15 нагород CMT Music. У 2016 вона була названа Жіночою вокалісткою року на American Country Countdown Awards, а також здобула нагороду CMA Chairman. У липні 2016 співачка виграла у категорії Choice Country Artist на церемонії Teen Choice Award, що стало її п'ятою нагородою. На церемонії Billboard Music Awards Андервуд була номінована у двох категоріях, включаючи Top Country Artist. У вересні 2016 вона стала першим виконавцем, який виграв нагороду Lifting Lives Gary Haber Award від ACM за її благодійну діяльність із некомерційними організаціями.
20 жовтня 2016 Андервуд втретє здобула нагороду Artists of the Year від CMT. На 50-й церемонії Country Music Association Awards вона отримала чотири номінації, включаючи свою першу номінацію на Entertainer of the Year. Із чотирьох номінацій Андервуд виграла у категорії Female Vocalist of the Year, що стало четвертим разом за її музичну кар'єру. На церемонії 2016 American Music Awards вона отримала три номінації, включаючи Artist of the Year; в результаті Андервуд вчетверте виграла у категорії Favorite Female Country Artist та п'яте у категорії Favorite Country Album (за «Storyteller»). Таким чином Андервуд стала єдиним виконавцем, який вигравав у цій номінації кожен раз для свого кожного альбому.

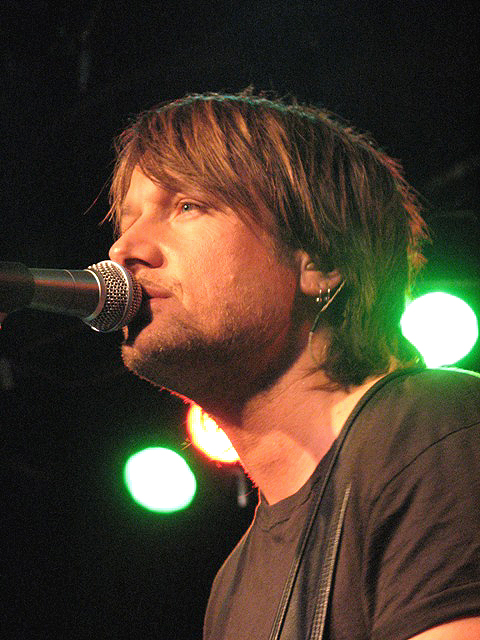
Керрі Андервуд записала з Кітом Урбаном пісню «The Fighter», яка стала успішним міжнародним синглом

На святкуванні 50-ї річниці CMA Awards Андервуд стала однією із 30 виконавців, які виконували медлі пісень «Take Me Home, Country Roads», «On the Road Again» та «I Will Always Love You». Сингл із цим записом дебютував на перше місце чарту Hot Country Songs. У грудні 2016 Андервуд приєдналася до Кіта Урбана у виступах на концертах в Австралії та Новій Зеландії.

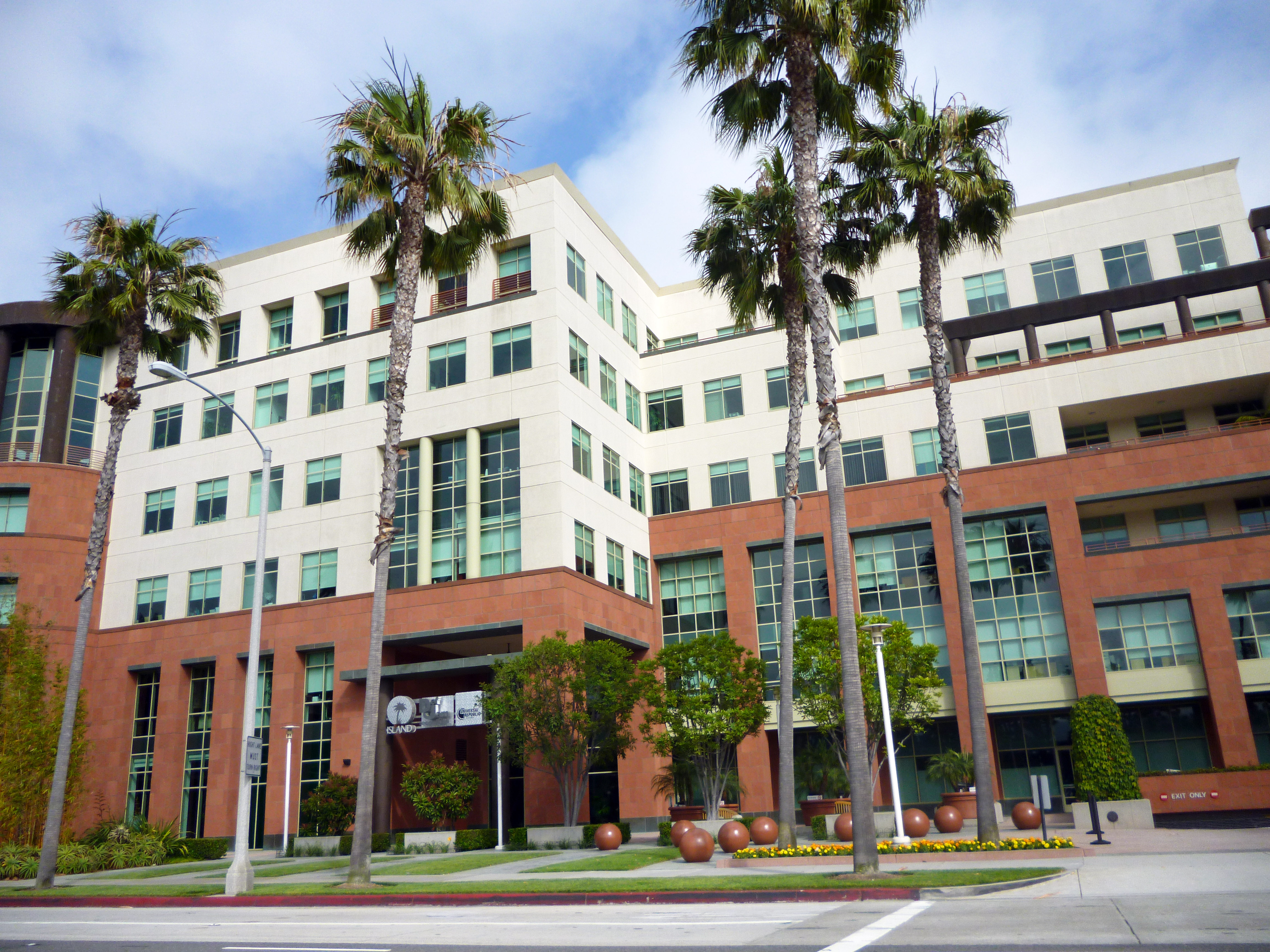
У березні 2017 Керрі Андервуд підписала контракт із лейблом Capitol Records Nashville, який належить групі Universal Music Group

У січні 2017 Андервуд отримала свою дев'яту People's Choice Awards, виграючи у категорії Favorite Female Country Artist. На 59-й церемонії Греммі вона отримала номінацію Best Country Solo Performance за свою пісню «Church Bells». Також на сцені церемонії разом із Кітом Урбаном Андервуд виконала їх новий спільний сингл «The Fighter». Цей сингл досяг другого місця чарту Hot Country Songs та топ-20 чарту Adult Contemporary Chart, а також отримав платинову сертифікацію від RIAA.
На 52-й щорічній церемонії Academy of Country Music Awards Андервуд номінувалася у двох категоріях, включаючи Entertainer of the Year. У червні 2017 на церемонії 2017 CMT Music Awards вона отримала три номінації, включаючи Video of the Year за музичне відео «Church Bells»; в результаті вона виграла у категорії Female Video of the Year. На церемонії 2017 Teen Choice Awards Андервуд номінувалася у двох категоріях, включаючи Choice Country Artist, в якій вона виграла третій раз підряд. На 45-й церемонії American Music Awards співачка вчетверте виграла у номінації Favorite Female Artist — Country; таким чином вона стала володаркою 12 нагород AMA.
У січні 2017 Андервуд повідомила, що призупинить на деякий час свої виступи, аби провести час разом із родиною, і після чого, можливо, почне писати пісні для нового альбому. 28 березня 2017 було анонсовано, що вона підписала контракт із лейблом групи Universal Music Group Capitol Records Nashville після майже 12-річної співпраці із лейблом Arista Nashville. У квітні 2017 при відкритті музею Мадам Тюссо в Нашвіллі було презентовану нову воскову фігуру Андервуд. У вересні 2017 християнський співак Меттью Вест анонсував свою співпрацю із Андервуд, яка записала задній вокал для його пісні «Something Greater» з альбому «All In» (2017). У листопаді 2017 Асоціація кантрі-музики повідомила, що Андервуд і Бред Пейслі вдесяте проведуть наступну церемонію CMA Awards. На ній співачка отримала номінацію на Female Vocalist of the Year. На сцені церемонії Андервуд виконала пісню «Softly and Tenderly» для вшанування жертв стрілянини на фестивалі кантрі-музики Route 91 Harvest; її виконання набуло широкого схвалення від публіки.
У жовтні 2017 через Instagram Андервуд анонсувала про випуск свого другого офіційного запису із концерту — «The Storyteller Tour: Live from Madison Square Garden». Він вийшов у цифровому вигляді 17 листопада в магазинах iTunes, Google Play, Amazon та Qello Concerts.

### 2017–дотепер: Травма та «Cry Pretty»
У листопаді 2017, через декілька днів після церемонії CMA Awards, Андервуд отримала травму, впавши вдома, внаслідок чого зламала зап'ястя та пошкодила обличчя; лікар був вимушений накласти їй 40-50 швів. Після цього інциденту вона не з'являлася на публіці протягом декількох місяців. У січні 2018 Андервуд випустила пісню «The Champion», яку записала разом із репером Ludacris у якості промо-синглу для Супербоулу LII. Пісня стала першою композицією Андервуд, яку вона записала у жанрі поп. Сингл дебютував на перше місце чарту iTunes, The song debuted at number 47 on the Billboard Hot 100 chart, powered by its launch at number three on the Digital Song Sales chart with 61,000 downloads. на 47 місце чарту Billboard Hot 100 та на 3 місце чарту Digital Song Sales, продаючи за перший тиждень 61,000 цифрових копій. У 2017 Андервуд познайомилася із автором пісень та музичним продюсером Девідом Гарсією, з яким почала працювати над своїм новим альбом. 8 квітня 2018 в соціальних мережах Андервуд повідомила, що повернеться на сцену вперше після інциденту і представить свій новий сингл «Cry Pretty». Вона виконала свою нову пісню 15 квітня на 53-й щорічній церемонії ACM Awards, на які співачка також отримала дві номінації, вигравши у категорії Vocal Event of the Year за пісню «The Fighter» у співвиконанні Кіта Урбана. 18 квітня Андервуд оголосила, що її шостий студійний альбом буде називатися «Cry Pretty» і вийде у вересні 2018.
11 травня 2018 Андервуд відзначила десятиріччя свого членства в Grand Ole Opry. Це святкування тривало понад дві доби, а серед спеціальних гостей був Ренді Тревіс, який запросив її до Opry десять років тому. 13 травня Андервуд повернулася до реаліті-шоу American Idol, який почали показувати по каналу ABC, аби допомагати із підготовкою учасників топ-5 16-го сезону шоу. Під кінець епізоду вона виконала на сцені разом із збереженими учасниками пісні «Cry Pretty» та «See You Again».
На церемонії 2018 CMT Music Awards Андервуд отримала дві номінації та виграла у одній категорії. Вона виступила на сцені церемонії із піснею та побила власний рекорд володарки найбільшої кількості нагород CMT Music в історії музики. Під час церемонії нагородження Teen Choice Awards співачка отримала номінацію на Choice Country Artist, а її пісня «Cry Pretty» — на Choice Country Song. 22 червня 2018 Radio Disney Music Awards вшанувала Андервуд нагородою Hero Award за її гуманітарну активність протягом останнього десятиріччя. На сцені церемонії разом із Ludacris співачка виконала їх пісню «The Champion».
2 серпня 2018 музична асоціація Country Music Association оголосила, що цього року Бред Пейслі та Керрі Андервуд знову стануть ведучими цьогорічної церемонії нагородження, яка відбудеться 14 листопада 2018. Того ж місяця Андервуд повідомила, що у травні 2019 розпочне турне Cry Pretty Tour. 9 жовтня 2018 Андервуд виконала пісню «Spinning Bottles» із альбому «Cry Pretty» на 46-й щорічній церемонії American Music Awards, на якій також виграла у категорії Favorite Female Country Artist. 31 серпня 2018 вийшов другий сингл платівки — «Love Wins», до якого через два тижні вийшло супровідне музичне відео.
Шостий студійний альбом Андервуд — «Cry Pretty» вийшов у вересні 2018 та посів перші місця на музичних чартах у понад 20 країнах світу. Він досяг першого місця на чарті Billboard 200, встановлюючи декілька нових рекордів: Андервуд стала першою жінкою, яка посіла пікове місце чарту із чотирма кантрі-альбомами: «Carnival Ride» (2007), «Play On» (2009), «Blown Away» (2012) та «Cry Pretty» (2018). За перший тиждень від випуску альбом продався у понад 266,000 копій, що стало найбільшим продажем альбомів серед жінок-виконавців за 2018; також це стало найбільшим першотижневим продажем для будь-якого кантрі-альбому у 2018. Це був найприбутковіший тиждень для кантрі-музики за останні 3 роки і тижнем із найбільшими продажами жіночого кантрі-альбому із часів січня 2013. Платівка стала сьомою послідовною роботою Андервуд, яка дебютувала на перше місце кантрі-чарту Top Country Albums. Дебютний тиждень «Cry Pretty» показав найбільші продажі по стримінгу серед жінок-виконавців в історії кантрі-музики.

## Музичний стиль

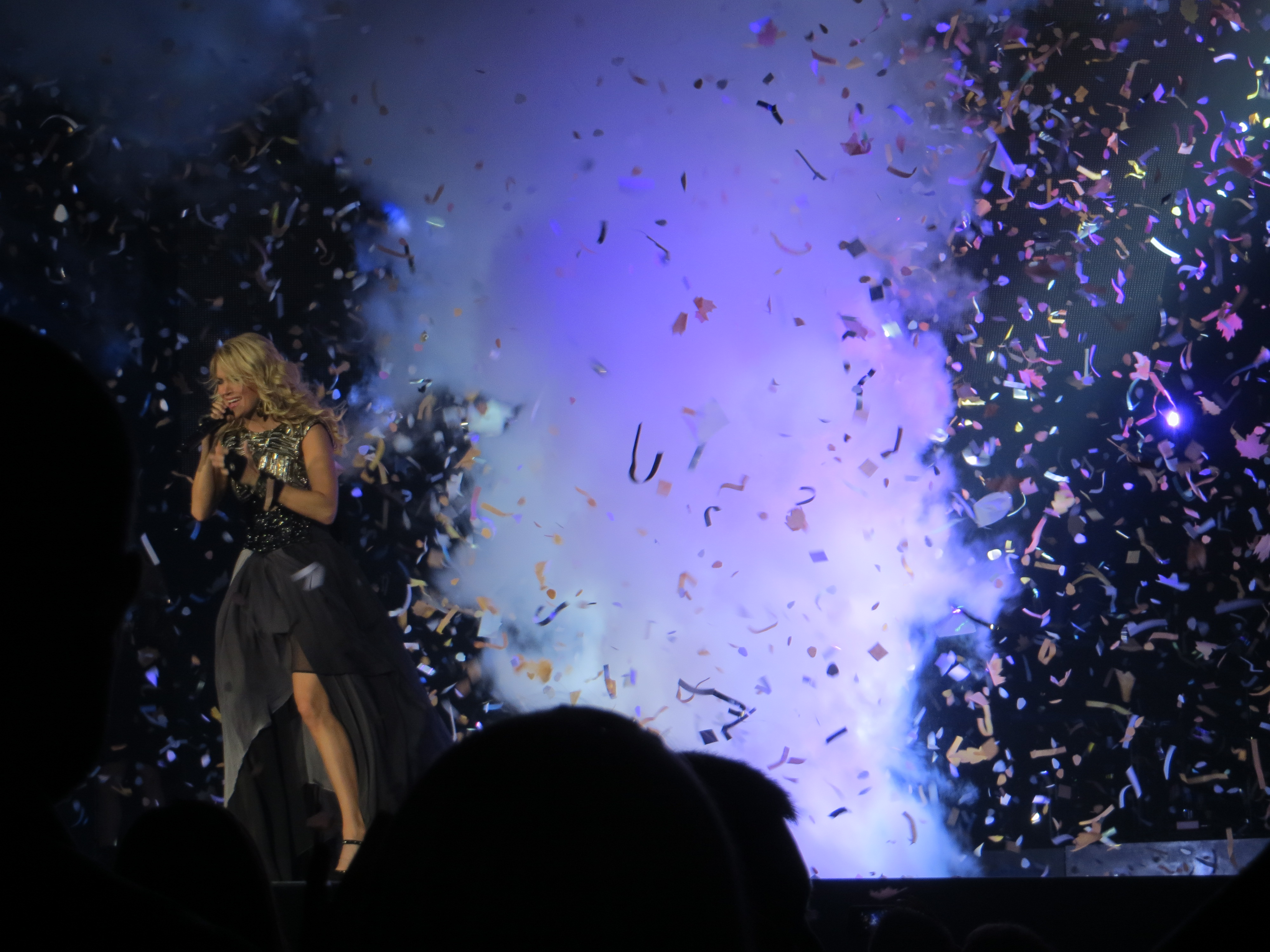
Керрі Андервуд не знижує ключі пісні при живих виконаннях, лишаючи їх такими ж, як і при студійному записі

### Голос
Вокальні таланти Андервуд були об'єктом частого схвалення. Девід Вайлд із журналу Rolling Stone хвалив її голос, кажучи, що «вона може дістатися до будь-якої ноти». Критики називали її вокальний діапазон «величезним» і широко розхвалювали її здатність тримати ноти протягом великого періоду часу. Журнал Billboard називав вокальні здатності співачки «лякаючими». Концертні критики вказували, що «вона раптово почне брати неймовірно довгі ноти через більшу кількість октав, ніж які ви знали можуть існувати». Коли саму співачку запитали, чи їй важко працювати із такою інтенсивністю протягом 90-120 хвилин живих виступів, Андервуд відповіла: «Я занадто горда, аби опускати певні ключі. Я не буду цього робити. Можливо з віком я почну писати пісні у нижчих ключах, аби їх було легше виконувати. Стосовно витривалості на сцені, то у мене завжди було все з цим гарно. Дуже важливо мати можливість тренуватися та залишатися фізично сильною… Тож в цілому, поки що це працювало для мене. Мені пощастило мати можливість залишатися гучною протягом довгого періоду часу.» Співак кантрі-музики Ренді Тревіс високо схвалював голос Андервуд, коли його запитали про її кавер-версію його пісні «I Told You So»; він сказав, що «її голос набагато краще підходить до цієї пісні. У мене баритон, а її сопрано гарно підходить до діапазону пісні. Її можливість взяти верхній голосовий реєстр і просто втримувати високі ноти просто чудова.» Голос Андервуд також називали «багатостороннім». Вживу вона виконує і госпел-пісні, такі як «How Great Thou Art», при якій критики із Yahoo! помітили у Андервуд можливість сколихнути аудиторію із «потужним виконанням», і рок-пісні, такі як композиція гурту Guns N' Roses «Paradise City», яку критики із журналу Rolling Stone назвали «визначним виконанням» і додали, що «коли пісня досягла свого крещендо, співачка перейшла навіть далі за доступну межу, вертячи наче торнадо, і вкидаючи ноти так, наче завивання банші», після чого сказали, що «якщо оригінальні учасники Guns N' Roses колись захочуть об'єднатися без Ексл Роуза, їм буде мудро покликати до себе Андервуд, аби надягти його бандану».

### Впливи
Андервуд зазначила «музику в цілому» джерелом впливу на себе, оскільки вона «виросла, слухаючи музику» і «пісні, пісні різного стилю, оточували мене з усіх боків». Іноді вона зазначала джерелами впливу на свій музичний стиль таких рок-виконавців як гурт Queen, Джорджа Майкла, The Rolling Stones та My Chemical Romance. Серед кантрі-співаків, вона відмічала Джорджа Стрейта, Доллі Партон, Ренді Тревіса, Мартіну Макбрайд, Ребу Макінтайр та Гарта Брукса. Хоча публічно Андервуд ніколи не згадувала про Шанайю Твейн і Фейт Хілл у якості музичних впливів на себе, критики часто пов'язували музичний стиль Андервуд із стилями Хілл та Твейн. Журнал Rolling Stone вказував, що музика Андервуд переважно має кантрі-поп напрямок із елементами року, що нагадує стиль Келлі Кларксон. Андервуд також випускала пісні із сильним впливом християнської музики.

## Вплив
Із часів дебюту у 2005, Андервуд хвалили як і ветерани кантрі-музики, так і музична критика. Журнал Rolling Stone назвав Андервуд «жінкою-виконавицею свого покоління всіх музичних жанрів», а журнал Billboard — Панівною королевою кантрі-музики.
Грейді Сміт із The Guardian хвалив співачку, кажучи: «Керрі Андервуд постала у якості лідера кантрі-музики». Журнал Time додав Андервуд у список 100 найвпливовіших людей світу у 2014; щодо цього Бред Пейслі написав, що «вона не лише заслужила своє місце, а й підняла планку: вона є плідним автором пісень, законодавець моди та членом Opry» і додав, що вважає її «найкращим співаком буль-якого напрямку музики». Вінс Гілл також прокоментував: «Можливість довготривалості Керрі просто неймовірна. Є гарні співаки, і є обдаровані, великі співаки, і вона є однією із них. Її вокальні навички надзвичайно захопливі». Мелісса Етерідж також сказала, що «вона має силу у своїй кантрі-музиці, у своєму співі. А за секунду вона може перестрибнути на рок». Андервуд також отримала публічні похвали від Стіві Нікс, Стівена Тайлера, Тоні Беннетта, Доллі Партон та Лоретти Лінн. Девід Вайлд із Rolling Stone сказав, що «Керрі Андервуд — найкраще, що нам колись дало шоу American Idol». За свої заслуги в музичній індустрії Андервуд долучили до Зали слави Оклахоми у 2017 і до Голлівудської Алеї Слави у 2018.
Андервуд вплинула на музичний стиль дівчачого гурту Fifth Harmony, співачку Моллі Кінг із британського поп-гурту The Saturdays, співачку Келсі Баллеріні, переможницю The Voice Деніелл Бредбері, учасницю American Idol Лорен Елейну та співачку/акторку Люсі Гейл.

## Досягнення

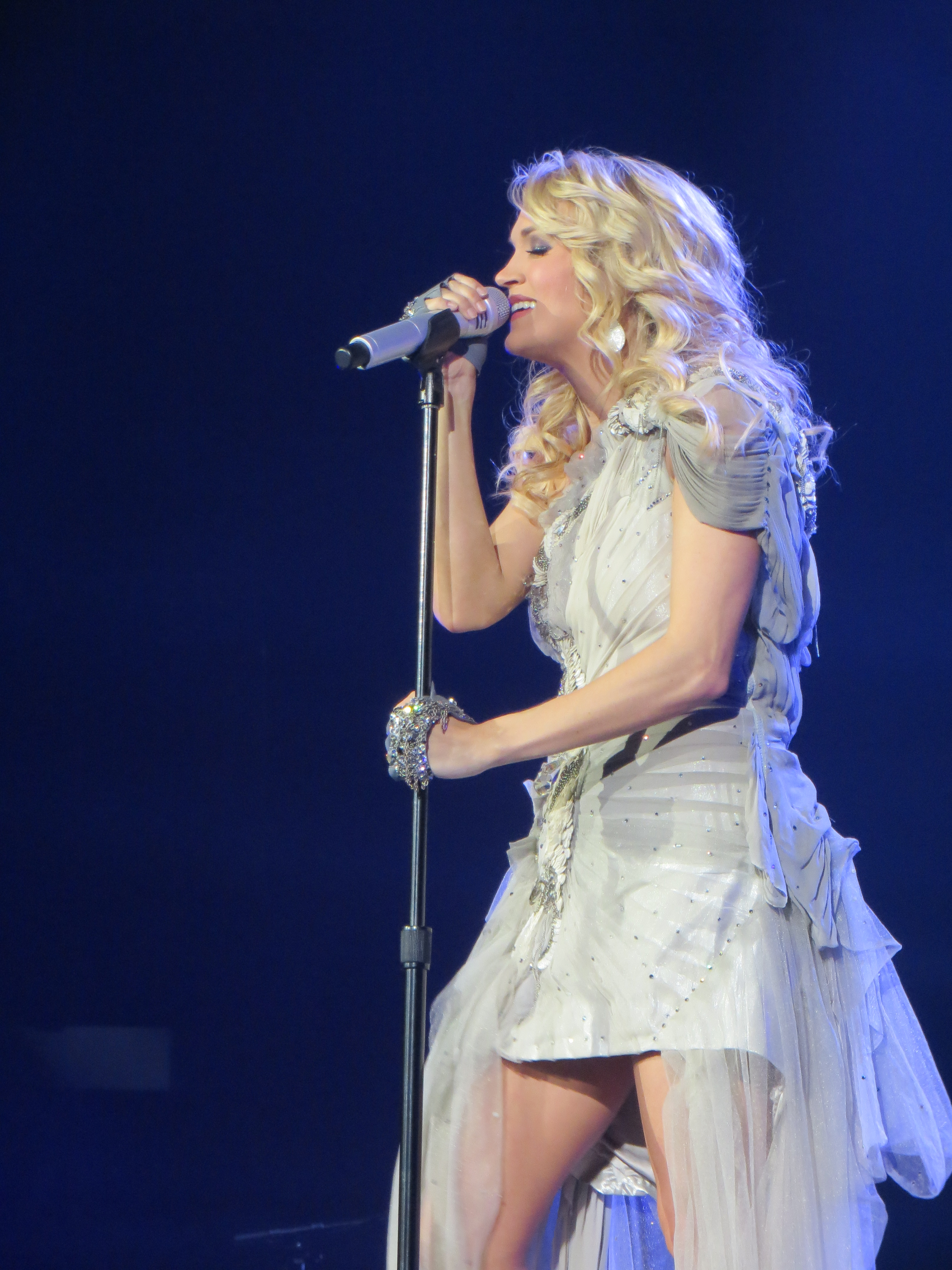
Керрі Андервуд під час виступу на концерті турне Blown Away Tour, травень 2013

Андервуд отримала сім нагород Греммі, десять Billboard Music Awards, чотирнадцять Academy of Country Music Awards, дванадцять American Music Awards, вісім Country Music Association Awards, шість Teen Choice Awards, три CMT Artists of the Year, сімнадцять CMT Music Awards та багато інших. У якості автора пісень вона отримала номінацію на Золотий глобус and won ten BMI Awards. та виграла десять BMI Awards. У 2008 за успіх у кантрі-музиці була запрошена до Grand Ole Opry, а у 2009 Андервуд включили до Зали музичної слави Оклахоми. У 2017 її включили у Залу слави Оклахоми — найвищий знак штатної пошани. У грудні 2009 Симфонічний оркестр Нашвілля нагородив Андервуд престижною Harmony Award за її успіхи у музиці багатьох жанрів. У 2013 на 38-й щорічному Фестивалі честі в Нью-Йорку, яку проводив фонд Тоні Мартелла, співачка прийняла Artist Achievement Award. У 2014 на Семінарі кантрі-радіо Андервуд здобула нагороду CRB Artist Humanitarian Award, яку вручала Рада директорів Телерадіомовників кантрі-радіо.
Визнана як одна із найуспішніших виконавців у будь-якому музичному жанрі, станом на 2015 Андервуд продала понад 65 мільйонів записів в усьому світі. На території США вона продала 16,3 мільйонів альбомів, що зробило її топовим співаком із альбомами-бестселерами у історії франшизи American Idol, і таким чином заслуживши від журналу Billboard звання Прикладу історії успіху Ідола. Журнал Forbes проголосив Андервуд найуспішнішою переможницею American Idol всіх часів, із більшою кількістю проданих альбомів і більшою кількістю створеного прибутку, ніж будь-який інший учасник шоу за всі 15 сезонів. Зі своїм дебютним альбомом «Some Hearts» співачка значно вплинула на комерційній аспект музичної індустрії, після того, як він став найшвидшим дебютним кантрі-альбомом по продажам за історію Nielsen SoundScan, бестселером сольного жіночого дебютного альбому в історії кантрі музики, бестселером серед кантрі-альбомів за 2000-е десятиріччя, бестселером серед альбомів, що випустили учасники American Idol в США. Дебютний сингл «Inside Your Heaven» також побив рекорд в історії чарту Billboard: Андервуд стала першим кантрі-виконавцем, який будь-коли дебютував на чарт Billboard Hot 100 відразу на першу позицію, а сама пісня стала першою композицією кантрі-виконавця, яка досягла першого місця чарту з часів синглу гурту Lonestar «Amazed» у 2000. Сингл «Inside Your Heaven» був єдиним кантрі-синглом сольного кантрі-виконавця у першому десятиріччі 21 століття, який досяг вершини чарту Billboard Hot 100.
Разом із синглами зі свого другого студійного альбому, «Carnival Ride», Андервуд стала першою жінкою-виконавицею кантрі-музики із часів Шанайї Твейн у 1995, яка мала по чотири сингли із одного альбому, котрі досягли вершини кантрі-чарту. У 2010 із синглами з третього альбому, «Play On», співачка мала вже десять синглів, котрі досягли першого місця чарту Hot Country Songs; цей рекорд увійшов у Книгу рекордів Гінесса. Між 2011 і 2014 Андервуд побила власний рекорд і стала єдиним кантрі-виконавцем із 14 синглами, котрі досягли вершини кантрі-чарту. Співачка також є жінкою із найбільшою кількістю топових синглів на чарті Billboard Country Airplay (маючи 15 пісень). Американська компанія RIAA визнала Андервуд Топовою кантрі-виконавицею всіх часів і п'ятою жінкою-співачкою США із найбільшою кількістю сертифікацій (маючи понад 30 сертифікацій від RIAA). Андервуд є кантрі-виконавцем із найбільшою кількістю сертифікацій, які дебютували у 21 столітті. Із травня 2011 вона вважається найприбутковішою учасницею шоу American Idol, маючи на той час прибуток у $66 мільйонів лише від турне, без врахування продажів від студійних записів. Андервуд є четвертим співаком в США із найбільшою кількістю проданих альбомів за останні 10 років.

## Інша діяльність

### Підтримка брендів
Протягом своєї кар'єри Андервуд підтримала безліч брендів. Вона підписала багатомільйонні угоди із Skechers, Target, Nintendo, Olay, Nicole by OPI, Hershey's, Almay та Dick's Sporting Goods. У 2005 Андервуд з'явилася у світовій рекламній кампанії Skechers. У 2007 вона співпрацювала із Target у рекламному промоушенгу її альбому «Carnival Ride». Обмежене видання платівки із DVD, яке містило записи створення альбому, продавалося ексклюзивно в магазинах Target. У 2008 Андервуд працювала із Nintendo у запуску їх Nintendo DS, з'являючись у різних рекламах для телебачення. Того ж року вона стала прес-секретарем Vitamin Water, з'являючись у рекламах для телебачення і журналів. Андервуд також створила путівник по здоровому способу життя для сайту Vitamin Water. У 2010 вона стала прессекретаркою компанії Pedigree. У 2011 співачка стала першою знаменитістю-вісницею бренду товарів догляду за шкірою Olay і з'явилася у світовій рекламній кампанії їх гелю для вмивання обличчя.
У січні 2014 Андервуд підписала угоду зі Nicole by OPI, аби запустити лінію нових 14 лаків для нігтів. Того ж місяця вона підписала угоду із Almay і стала світовою амбасадоркою компанії, з'являючись на телебаченні та на друкованих рекламах бренду. У березні 2015 співачка випустила лінію фітнес-одягу під назвою CALIA by Carrie Underwood, яку розробила у співпраці із Dick's Sporting Goods. Лінія містить одяг, який буде зручним для спортивного і щоденного носіння.

### Акторство
У березні 2010 Андервуд з'явилася в епізоді ситкому Як я зустрів вашу маму, де зіграла роль Тіффані: продачині медичних товарів, яка починає стосунки із Тедом. Цей епізод став другим найвищим за рейтингами у п'ятому сезоні, маючи 10,48 мільйонів переглядів. Брайян Зоромскі із IGN оцінив епізод у 8,5 із 10 балів. Його здивувало, наскільки гарно Андервуд виконала свою першу роль. Декількома місяцями до цього Андервуд з'явилася у епізоді дитячого телесеріалу каналу PBS Вулиця Сезам, виконуючи роль Carrie Underworm: хробака, який співає пісню про гордість хробаків перед початком автоперегонів на вулиці Сезам.
У квітні 2011 Андервуд вперше з'явилася у художньому фільмі Серфер душі. Вона виконала роль Сари Гілл — церковної лідерки юнацтва, яка допомагає Бетані Гамільтон пройти через випробування після того, як на серфінгістку напала акула.
30 листопада 2012 Голова розваг каналу NBC, Роберт Грінблатт, повідомив, що Андервуд виконає роль Марії фон Трапп у спеціальному телемюзиклі The Sound of Music Live!, який базується на однойменному бродвейському мюзиклі. Тригодинна програма, яку NBC розробив разом із Крейгом Заданом та Нілом Мероном, вийшла на телебачення 5 грудня 2013. Президент організації Rodgers & Hammerstein Тед Чапін прокоментував щодо Андервуд: «Мати таку зірку, як Керрі Андервуд для ролі Марії у Звуці музики настільки неймовірно, що навіть важко підібрати слова; особливо враховуючи спеціальне та унікальне виробництво. Магічна частина 'Rodgers & Hammerstein' полягає у їх здатності адаптувати самих себе до такої великої кількості інкарнацій; і я впевнений, що свіжий дух, який принесла Андервуд в її власні пісні перейде і у прекрасні класичні композиції, які ми всі знаємо і любимо.»

### Філантропія
У 2009 Андервуд створила Фонд тварини, міста та школи Чекоти. Фонд допомагає із різними проблемами, потребами та послугами міста Чекоти та території навколо нього, аби напряму вплинути на громадськість. Андервуд прокоментувала: «Моє рідне місто надзвичайно мене підтримує і я відчуваю себе благословенною, оскільки маю можливість створити те, що змогло б дати щось назад, що могло б сказати спасибі».
Співачка виступає за підтримку мистецької освіти. У 2009 Фонд тварини, міста та школи Чекоти спільно із фондом Академії кантрі музики ACM Lifting Lives подарувало учням чекотських шкіл музичні інструменти для музичних програм на $120,000. Андервуд особисто провела концерт-сюрприз у Вищій школі Чекоти, після чого вручила подарунки. Музичні інструменти були закуплені по спеціальній філантропічній ціні у Yamaha Corporate Artist Affairs. Під час різдвяного сезону 2011 фонд Андервуд пожертвував школам Чекоти $350,000.
Разом зі своїм чоловіком Андервуд створила відео «Do It for Daron» для кампанії, яка закликає юнацтво припинити залякувати своїх однолітків. У липні 2012 вона публічно виступила із схваленням одностатевих шлюбів. В інтерв'ю із британською газетою The Independent Андервуд сказала: «Будучи одруженою, я не знаю, як відчуває себе людина, якій сказали, що вона не може одружитися з кимось, кого любить і з ким хоче одружитися. Я не можу уявити собі, як це може відчуватися. Безумовно, я думаю, що ми всі маємо мати право любити, і любити публічно, людей, яких ми хочемо любити». Вона продовжила, кажучи: «Наша церква дружня до гей-спільноти. Понад усе, Бог хотів, аби ми любити інших. Мова не йде про встановлення правил, чи [висловлювання] 'всі мають бути, як я'. Ні. Ми всі різні. Саме це робить нас особливими. Ми маємо любити одне одного і приймати одне одного. Не в нашій владі судити інших».
У 2010 Андервуд запустила фонд Lifting Lives Temporary Home разом із Academy of Country Music. Фонд був створений для допомоги конкретним жертвам повені в Теннессі, яке сталося на початку 2010; Андервуд запустила його за допомогою грошей із грантів, які отримала після отримання премії Entertainer of the Year на ACM. Вона також долучилася до кантрі-дуету Brooks & Dunn у підтримці фонду, записавши публічне оголошення.
Андервуд залучена у кілька організацій, які допомагають дітям. У січні 2010 вона вступила у партнерство із програмою St. Jude Kids Country Cares і відвідала Дослідницьку дитячу лікарню святого Джуда. У лютому 2010 співачка пожертвувала $140,125 програмі Save the Children.
Андервуд підтримує неприбуткові організації United Service Organization, Clothes Off Our Back та Habitat For Humanity. Для підтримки досліджень по боротьбі із раком, Андервуд приєдналася до виступу із Бейонсе, Мераї Кері, Мері Джей Блайдж, Леони Льюїс та інших співачок у записі пісні «Just Stand Up!», яка входила до кампанії підтримки програми Stand Up to Cancer. В результаті зусиль збирання коштів, за підтримкою Американської асоціації онкологічних досліджень науковий консультативний комітет SU2C зміг зібрати $73,6 мільйонів для новаторського онкологічного дослідження. Пісня «Just Stand Up!» досягла 11 місця чарту Billboard Hot 100.
У травні 2012 Андервуд повідомила, що пожертвує $1 із кожного проданого квитка на турне Blown Away Tour Американському Червоному хресту. 24 травня 2014 вона оголосила, що пожертвує $1 мільйон із прибутків від турне Blown Away Tour Червоному хресту для допомоги жертвам торнадо в Оклахомі. Андервуд прокоментувала: «Останні декілька днів я споглядала спустошення в моєму рідному штаті Оклахома із великим сумом. Із допомогою моїх фанів, які відвідали мої концерти за останні кілька років, ми можемо дозволити собі надати Червоному хресту маленьку додаткову допомогу, аби утішити постраждалих від недавнього торнадо». Начальник відділу розвитку Червоного хреста, Ніл Літвак, сказав: «Удар торнадо по Оклахомі та Середньому Заході залишив руйнівні наслідки і багато сімей попереду чекає довга дорога до одужання. За допомогою щедрості Керрі, Американський Червоний хрест може швидко надати притулки, їжу і комфорт та довготривалу підтримку».

### Захист прав тварин
Андервуд є захисницею прав тварин. Вона підтримує Товариство захисту тварин США і записала кілька публічних оголошень для організації. Співачка взяла участь у публічному оголошені Do Something, яка є частиною проєкту «Захисти свого домашнього улюбленця». У 2010 Андервуд стала офіційною прессекретаркою компанії Pedigree. 29 березня 2010 Андервуд у співпраці із Pedigree пожертвували $10,000 Міському притулку для тварин Нью-Йорку. У квітні 2011 вона відкрила у своєму рідному місті Притулок для тварин «Щасливі лапи». 10 січня 2012 Андервуд підтвердила на своєму офіційному блозі, що нещодавно підібрала на шосе покинуту собаку.
У 2007 PETA вдруге назвала Андервуд Найсексуальнішою вегетаріанкою світу; вперше співачка отримала це звання в 2005 разом із фронтменом гурту Coldplay Крісом Мартіном, який також є вегетаріанцем. В інтерв'ю 2007 із PETA Андервуд сказала: «Із самого дитинства я любила тварин … Якби мені сказали, що я більше не могла співати, я би сказала, що це жахливо, але це не було б кінцем мого життя. Якщо б мені сказали, що я більше не можу знаходитися біля тварин, я би померла.»
У квітні 2013 Андервуд висловилася із критикою теннессівського законопроєкту Аг-гаг. За цим законопроєктом створення відеозапису жорстокого поводження із тваринами і не передача його до представників влади протягом 48 годин стало кримінальним злочином. Це було зроблено для перешкоди активістам прав тварин збирати достатню кількість документації, яка б підтверджувала жорстоке поводження із тваринами у великому агробізнесі. На своєму Twitter Андервуд написала: «Ганьба законодавцям Теннессі за просування законопроєкту Аг-гаг. Конгресмен Білл Хаслам може очікувати мене перед його дверима, якщо він підпише цей законопроєкт. Хто зі мною?». Державний представник Енді Хольт відповів на її твіт, кажучи: «Я б сказав, що Керрі Андервуд продовжить співати, а я продовжу створювати законопроєкти». Пізніше Андервуд відповіла через Twitter: «Я маю продовжити співати? Вау… вибачте, що я лише громадянка, яка платить податки і непокоїться за безпеку моєї сім'ї. #NoAgGag». Вона також твітнула конгресмену Біллу Хасламу, кажучи: «Прошу, не підписуйте законопроєкт Аг-гаг. Подумайте про добробут як тварин, так і споживачів. Я вас благаю».

## Особисте життя

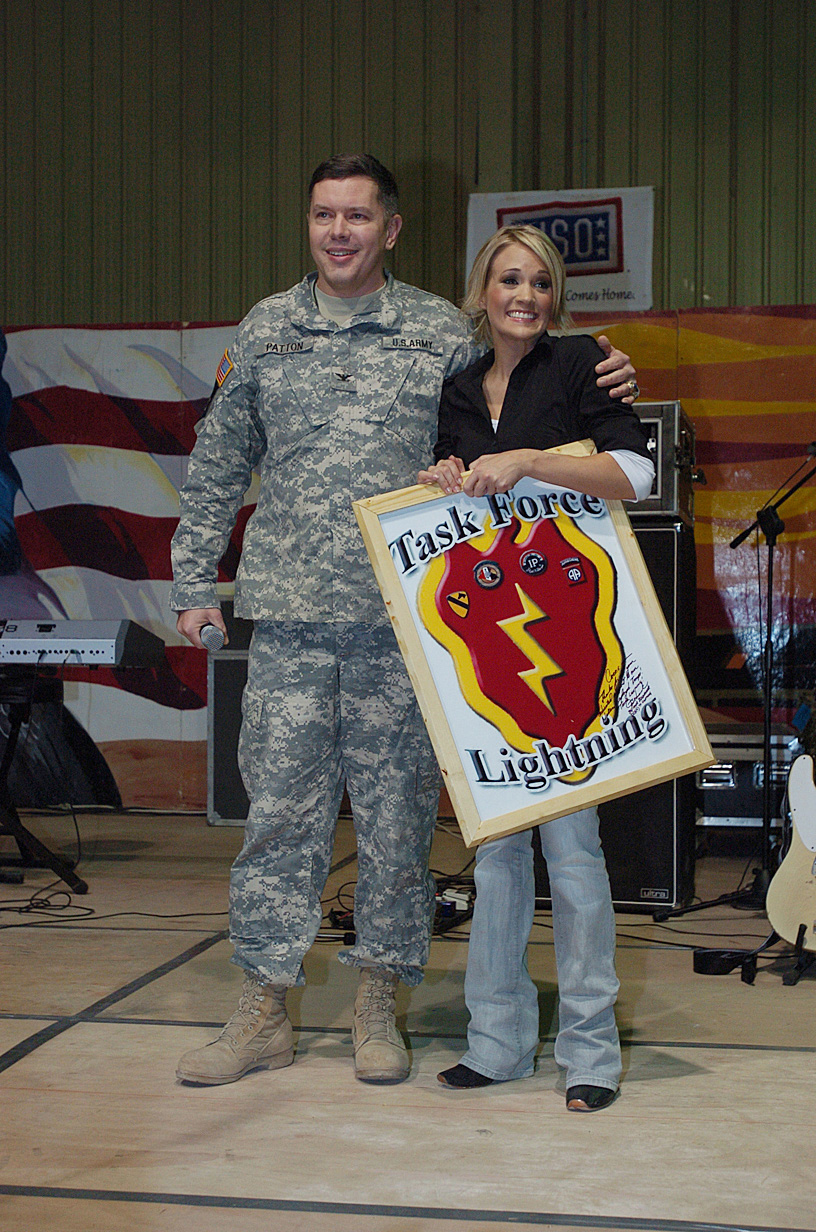
Керрі Андервуд в Іраку, 15 грудня 2006

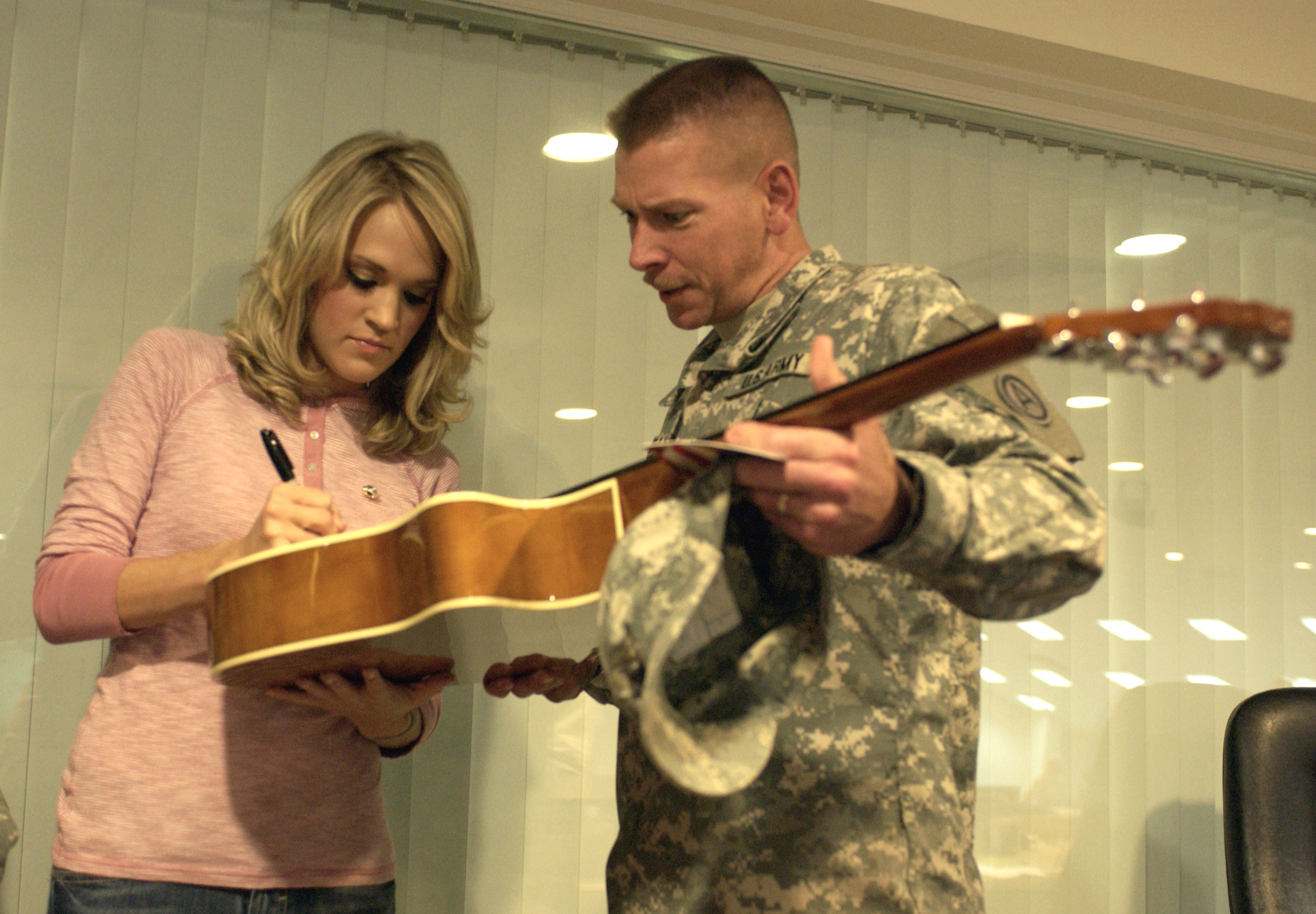
Керрі Андервуд в Кувейті, грудень 2006

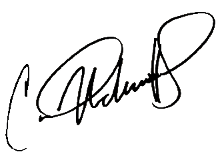
Підпис Керрі Андервуд

### Стосунки
У 2006 Андервуд виступила із піснею на Техаському футбольному стадіоні, де познайомилась із квотербеком команди Даллас Ковбойс Тоні Ромо. У квітні 2007 вона відвідала його вечірку, а в травні з'явилась інформація, що вони почали зустрічатись. Коли в інтерв'ю Андервуд запитували про її романтичне життя, вона казала, що ні з ким не зустрічається, хоча Ромо підтверджував їх стосунки. У липні 2007 вони порвали стосунки. Із жовтня 2007 по березень 2008 Андервуд зустрічалася із американським актором Чейсом Крофордом. У серпні 2008 Андервуд короткочасно зустрічалася із лікарем та ведучим телешоу Тревісом Сторком.
У листопаді 2008 Андервуд почала зустрічатися із канадським хокеїстом НХЛ Майком Фішером, після того як вони зустрілися на її концерті в Оттаві. Пара заручилася 20 грудня 2009. Весілля Андервуд і Фішера відбулося 10 липня 2010 в будиночку Рітза-Карлтона на плантації Рейдольдса в штаті Джорджія. Церемонію весілля відвідало понад 250 людей. 27 лютого 2015 народила їх першого сина Ісаю.
11 лютого 2011 радіостанція Оттави 105.3 CISS-FM повідомила, що заборонить програвання пісень Андервуд, оскільки днем раніше її чоловік, Майк Фішер, перейшов у команду Нашвілл Предаторс. Після погроз фанами Андервуд на сторінці Facebook більше ніколи не вмикати цю радіостанцію, 105.3 CISS-FM змінила свою заяву. Радіостанція вибачилася за свої дії, кажучи, що це був жарт, і що вони й так не ставлять кантрі-пісень, а це повідомлення було гумористичним побажанням Фішеру всього найкращого в Нашвіллі. Пізніше Фішер розкритикував радіостанцію, кажучи: «Очевидно, що Керрі не має нічого спільного із переїздом та із угодою, або будь-чим подібним, тож натякати на щось подібне просто неправильно»; він також додав, що разом із дружиною був розчарованим негативністю, яку породила витівка радіостанції. Журнал Гокі Ньюз додав Андервуд у список 100 людей із владою і впливом на хокей. У випуску списку 2012 року Андервуд потрапила на 85 місце.

### Статки
Відповідно до журналу Forbes між 2006 і 2007 Андервуд заробила $7 мільйонів, $9 мільйонів між 2007 та 2008, $14 мільйонів між 2008 та 2009, $13 мільйонів між 2009 та 2010, $20 мільйонів між 2010 та 2011, $5 мільйонів між 2011 та 2012, $31 мільйонів між 2012 та 2013, $10 мільйонів між 2013 та 2014, $8 мільйонів між 2014 та 2015, $26 мільйонів між 2015 та 2016, $20 мільйонів між 2016 та 2017. Загально за своє кар'єру співачка заробила $166 мільйонів. У 2014 її назвали найприбутковішим учасником реаліті-шоу American Idol, заробивши на той час $83 мільйонів.
У 2010 Андервуд та Фішер придбали маєток із земельною ділянкою у 4,000 м² біля Оттави у районі Спрус Рідж. Пізніше подружжя виставило маєток на продаж за ціну у $2,2 мільйони. У 2012 пара купила котедж біля Нашвілла, який використовувала по вихідним. Опра Вінфрі створила турне по цьому котеджу і записала інтерв'ю із Андервуд та Фішером для своєї програми Oprah's Next Chapter.
У січні 2014 було повідомлено, що Андервуд стала найприбутковішим учасником шоу America Idol, заробивши за 2013 $31 мільйонів. Це стало не лише найбільшим річним прибутком для будь-якого учасника шоу, але й перевищило річний дохід за 2013 суддів Мераї Кері, Нікі Мінаж та Кіта Урбана.

### Хобі

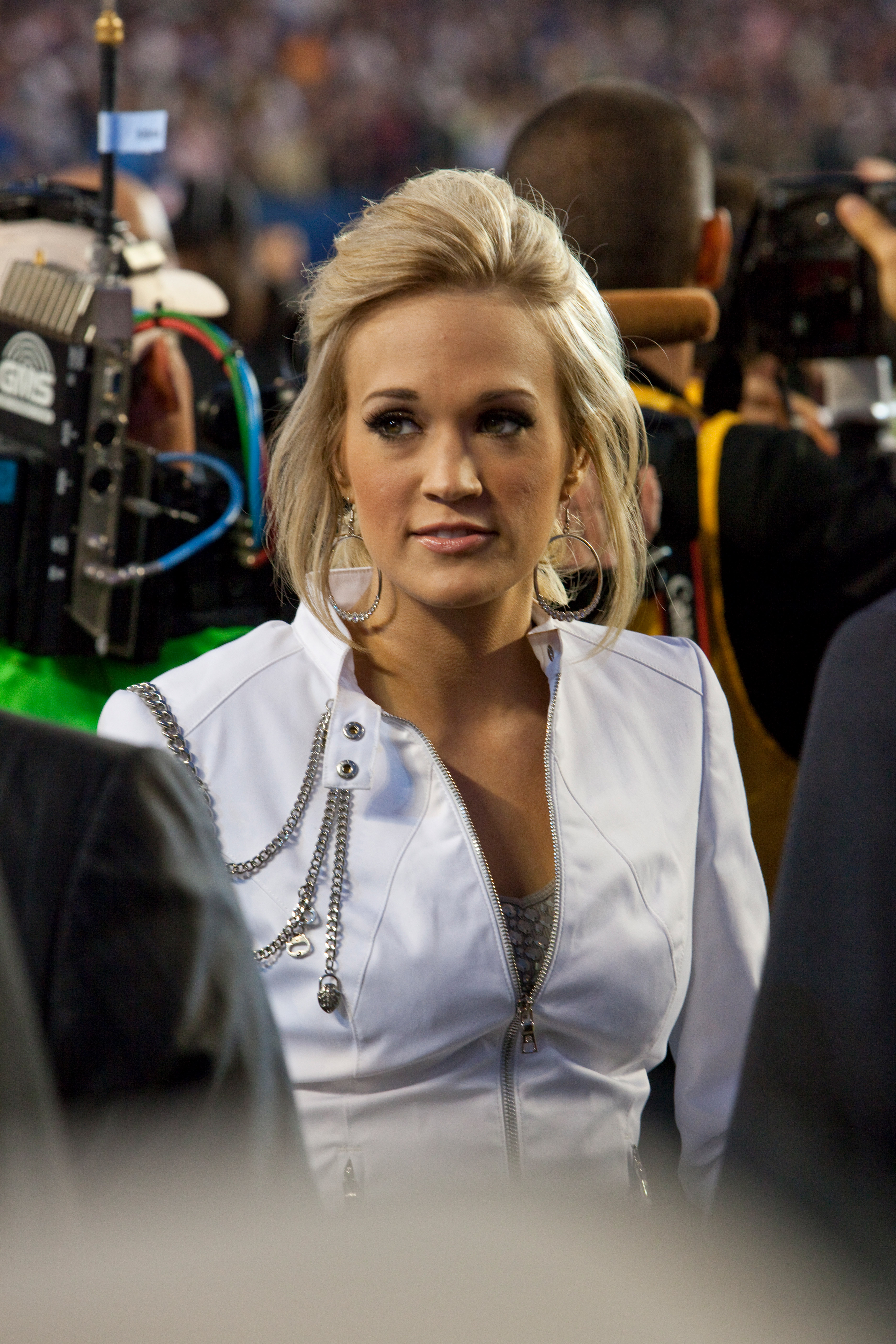
Керрі Андервуд під час Супербоулу XLIV, лютий 2010

Андервуд вміє грати на гітарі і фортепіано. Є практикуючою християнкою. Вважає себе любителькою тварин та є веганкою. Вона перестала вживати м'ясо у 13-річному віці, коли прийшла до висновку, що не змогла б з'їсти одну зі своїх тварин на фермі.
Андервуд зазначила, що цікавиться спортом. Вона багато років бере участь у благодійному турнірі City of Hope Celebrity Softball, який проходить у Нашвіллі та жертвує кошти центрам по боротьбі із життєво небезпечними захворюваннями. У 2005 Андервуд виконала «Star-Spangled Banner» на Четвертій грі фіналістів НБА між Сан-Антоніо Сперс та Детройт Пістонс; у 2006 вона ще раз виконала пісню на 2006 NBA All-Star Game. Вона виступила в Техас Стедіум в Ірвінгу штату Техас під час тайму футбольної гри 2006 Дня подяки, в якій грав Даллас Ковбойс (із участю Тоні Ромо). У 2006 Андервуд виступила із «Star-Spangled Banner» на плей-офф Національної футбольної ліги між Сіетл Сігокс та Кароліна Пантерс, на NASCAR Coca-Cola 600, MLB All Star Game у Пітсбургу, та на Третій грі Світової серії 2007 між Бостон Ред Сокс та Колорадо Рокіс. 8 лютого 2010 Андервуд виконала національний гімн на Супербоул XLIV.
7 травня 2013 було повідомлено, що Андервуд виступить із тематичною піснею відкриття NBC Sunday Night Football, заміняючи Фейт Гілл. Пізніше Гілл висловила підтримку Андервуд, привітавши її через Twitter і зазначаючи, що NBC/SNF зробив «чудесний вибір», і що Андервуд «прекрасно справиться».

## Дискографія
Студійні альбоми
- Some Hearts (2005)
- Carnival Ride (2007)
- Play On (2009)
- Blown Away (2012)
- Storyteller (2015)
- Cry Pretty (2018)

Збірники
- Greatest Hits: Decade Number 1 (2014)

## Турне
- Carrie Underwood: Live 2006 (2006)
- Carnival Ride Tour (2008)
- Play On Tour (2010—2011)
- Blown Away Tour (2012—2013)
- Storyteller Tour: Stories in the Round (2016)

## Фільмографія
| Рак          | Назва                                                 | Роль                     | Примітки                                                     |
| ------------ | ----------------------------------------------------- | ------------------------ | ------------------------------------------------------------ |
| 2005         | American Idol                                         | учасник                  | переможниця Сезону 4                                         |
| 2007–2008    | Saturday Night Live                                   | Музична гостя            |                                                              |
| 2008–дотепер | Country Music Association Awards                      | Вона сама/Співведуча     | разом із Бредом Пейслі                                       |
| 2008–дотепер | CMA Music Festival                                    | Вона сама                |                                                              |
| 2009         | Carrie Underwood: An All-Star Holiday Special         | Вона сама                |                                                              |
| 2009         | Вулиця Сезам                                          | Carrie Underworm (голос) | «Squirmadega Car Race» (28 грудня); пісня: «The Worm Anthem» |
| 2010         | Як я зустрів вашу маму                                | Тіффані                  | Епізод: «Hooked»                                             |
| 2010         | The Buried Life                                       | Вона сама                |                                                              |
| 2010         | Extreme Makeover: Home Edition                        | Вона сама                |                                                              |
| 2011         | Блакитна кров                                         | Вона сама                |                                                              |
| 2011         | Серфер душі                                           | Сара Хілл                | Дебют у художньому фільмі                                    |
| 2012         | Zendaya: Behind the Scenes                            | Вона сама                | Документальне кіно                                           |
| 2012         | CMT Crossroads                                        | Вона сама                | (із Стівеном Тайлером)                                       |
| 2013         | The Blown Away Tour: Live                             | Вона сама                | Концертний фільм                                             |
| 2013–2014    | Нашвілл                                               | Вона сама (2 епізоди)    |                                                              |
| 2013         | The Sound of Music Live!                              | Марія Рейнір/фон Трапп   | Виробництво каналу NBC                                       |
| 2014         | CMA Country Christmas                                 | Вона сама                |                                                              |
| 2016         | Talking Dead                                          | Вона сама                | Обговорення епізоду Ходячі мерці: епізод «No Way Out»        |
| 2016         | Popstar: Never Stop Never Stopping                    | Вона сама                |                                                              |
| 2017         | The Storyteller Tour: Live from Madison Square Garden | Вона сама                | Концертний фільм (доступно лише у цифровому вигляді)         |
| 2017         | Living Every Day: Luke Bryan                          | Вона сама                | Спеціальна телепрограма                                      |